# Dresde
Pour les articles homonymes, voir Poule de Dresde et Dresden.
 (décembre 2024).
Si vous disposez d'ouvrages ou d'articles de référence ou si vous connaissez des sites web de qualité traitant du thème abordé ici, merci de compléter l'article en donnant les références utiles à sa vérifiabilité et en les liant à la section « Notes et références ».
Dresde (/dʁɛzd/ ; en allemand : Dresden /ˈdʁeːsdn̩/  ; en sorabe : Drježdźany) est une ville-arrondissement d’Allemagne, capitale politique et deuxième ville la plus peuplée de la Saxe derrière Leipzig. Elle se situe dans le bassin de Dresde, entre les parties supérieures et médianes de l’Elbe et la plaine d’Allemagne du Nord.
En 2021, elle comptait plus de 560 000 habitants. Au classement de la superficie des grandes villes allemandes, Dresde occupe, avec 328,48 km2, la quatrième place derrière Berlin, Hambourg et Cologne.
Des vestiges archéologiques suggèrent une présence urbaine dès l’âge de la pierre. Dresde n’est citée qu’à partir de 1206, et devient alors une résidence princière et royale. En février 1945, au cours de la Seconde Guerre mondiale, elle est presque entièrement détruite par des bombardements alliés.
Dresde est le centre politique d'un Freistaat, qui y concentre ses infrastructures culturelles. Elle a le statut d’une ville indépendante, est le siège de la direction régionale de Dresde et compte de nombreuses universités. Dresde forme le noyau de l’agglomération du même nom. Sa situation la place en conséquence en nœud de communication et en centre économique d’Europe centrale. La région se positionne économiquement comme l’une des plus dynamiques d’Allemagne. Elle compose le triangle métropolitain de la Saxe avec les agglomérations de Chemnitz-Zwickau et de Leipzig-Halle.
La vallée de l'Elbe à Dresde a été inscrite au patrimoine mondial de l'UNESCO en 2005 mais a ensuite perdu ce titre en 2009 en raison du projet de construction du pont de Waldschlösschen,. Le pont a finalement été inauguré en août 2013.
La ville est aussi connue comme la Florence de l’Elbe, à l’origine en raison de ses collections d’art, mais aussi de son architecture baroque.
Le centre historique de Dresde est réservé aux piétons et aux vélos. La plupart des curiosités et musées se concentrent dans un périmètre restreint et sont facilement accessibles à pied. La ville est efficacement quadrillée par un réseau de douze lignes de tramways auquel s'ajoute celui des bus et des trains express régionaux.

## Histoire
| Appartenances historiques Margraviat de Misnie 1206-1423 Électorat de Saxe 1423-1485 Duché de Saxe 1485-1547 Électorat de Saxe 1547-1806 Royaume de Saxe 1806–1918 Empire allemand 1871-1918 République de Weimar 1918–1933 Reich allemand 1933–1945 Allemagne occupée 1945–1949 République démocratique allemande 1949–1990 Allemagne 1990–présent |

Dresde, dont le nom vient du vieux sorabe drežďany (« marais » ou « riverain de la ripisylve »), ne fut d'abord qu'un village de pêcheurs et de paysans ; elle n'est citée pour la première fois qu'en 1206. Après la division de la maison de Wettin en deux branches en 1485 ; la ville échut au fils cadet, Albert qui en fit la capitale du duché de Saxe et profita de l'élévation de cette branche des Wettin et de l'agrandissement de leurs possessions pour devenir un centre politique et culturel. En 1745, un traité de paix, qui assurait la Silésie à la Prusse, y fut conclu avec l'Autriche et la Saxe.
La ville se développe au début du XVIIIe siècle avec l'ensemble baroque du Zwinger, le palais japonais et la Hofkirche. Auguste le Fort, l'électeur de Saxe, en fait la Florence du Nord et invite architectes, compositeurs et musiciens, souvent venus d'Italie ou d'Autriche. Dresde accueille aussi d'exceptionnelles collections d'œuvres d'art. C'est en 1560 que les Collections nationales de Dresde sont fondées par Auguste Ier.
Dresde fut souvent ravagée par les armées, notamment pendant la guerre de Sept Ans (1756-1763) et pendant la bataille de Dresde où Napoléon Ier y battit au cours de la campagne d'Allemagne, les 26 et 27 août 1813, une armée coalisée constituée d'Autrichiens, de Russes et de Prussiens, ceci un an après y avoir tenu le célèbre congrès. Les fortifications de la ville furent détruites en 1815.

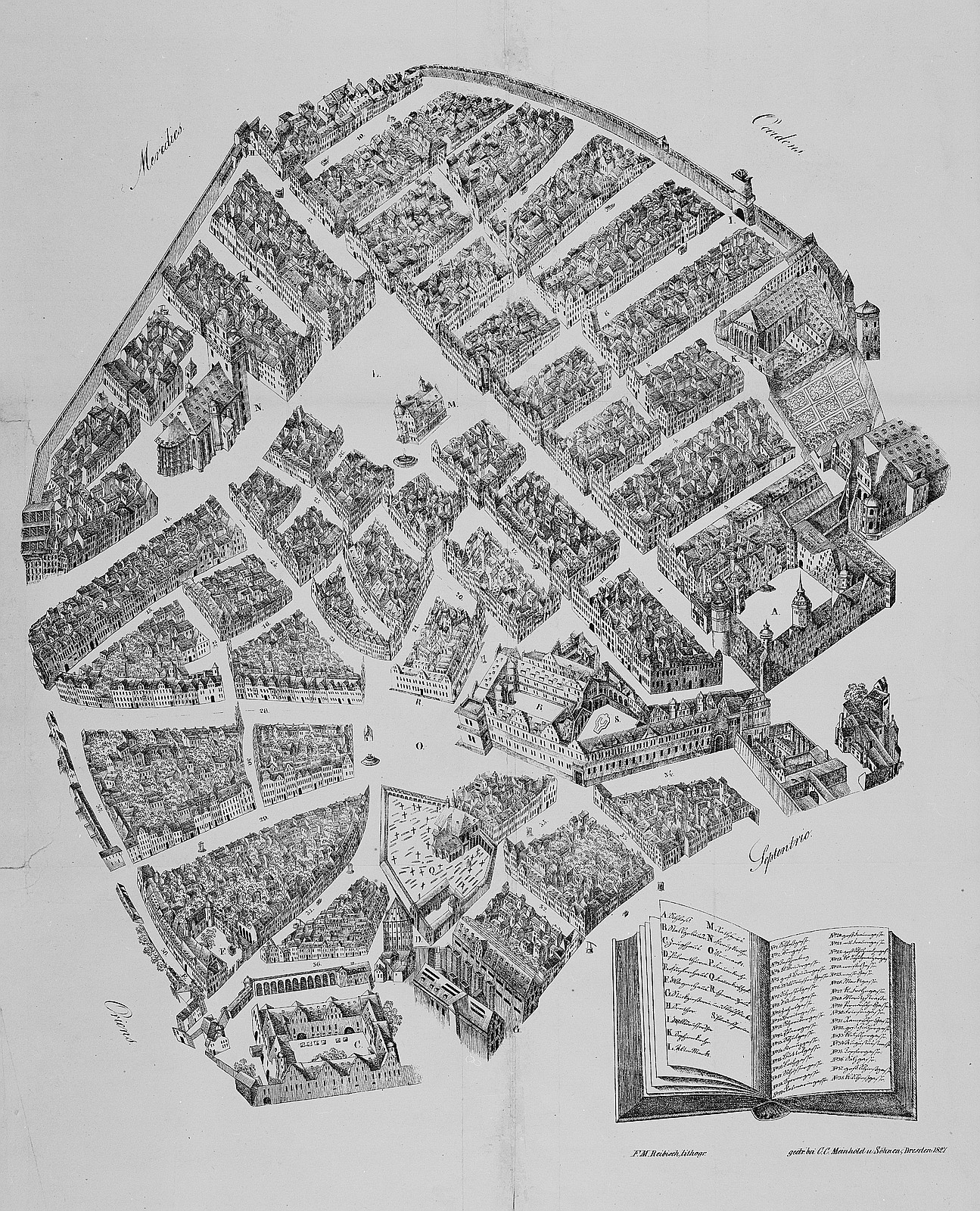
Carte de la ville en 1634.
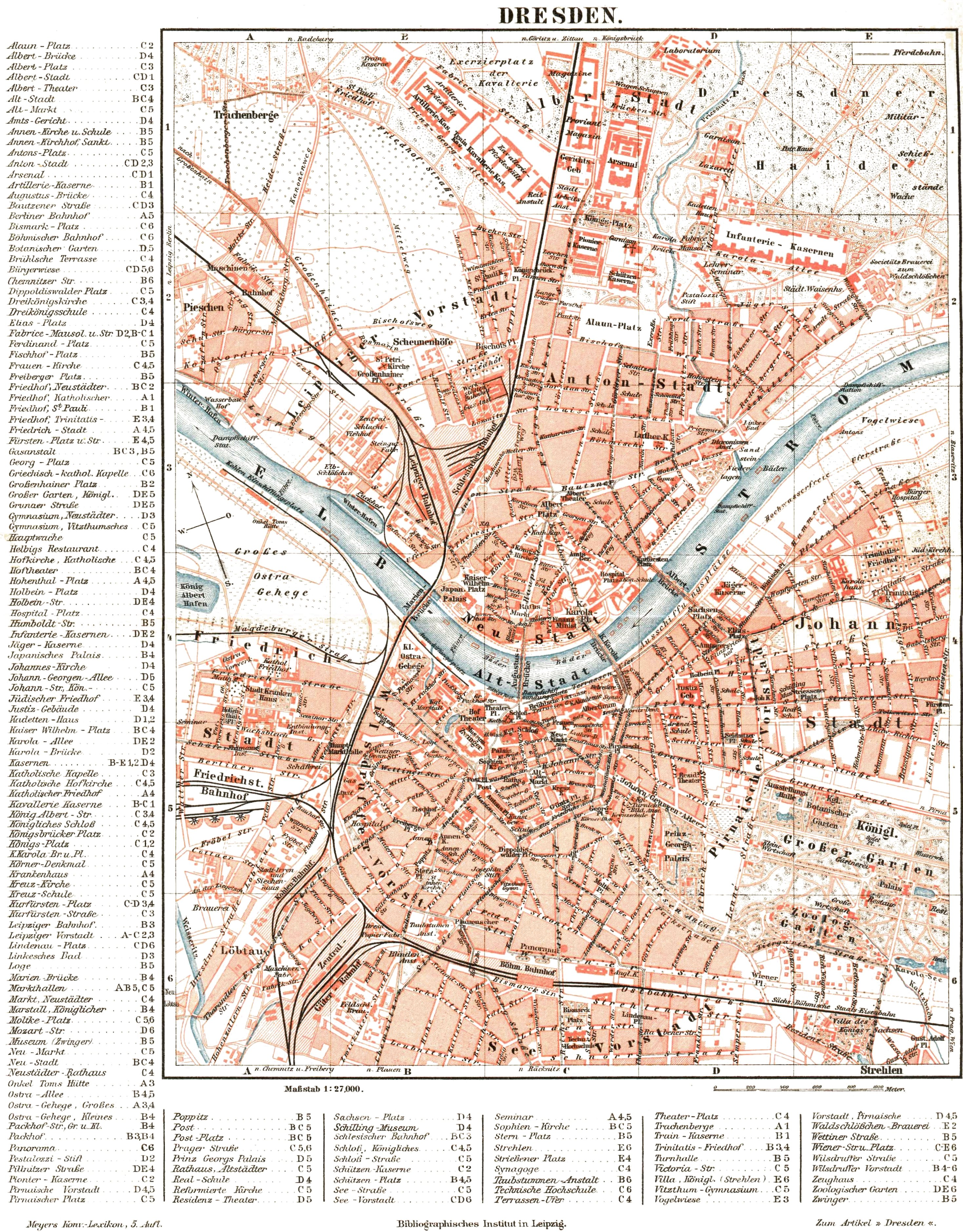
Carte de la ville en 1895.
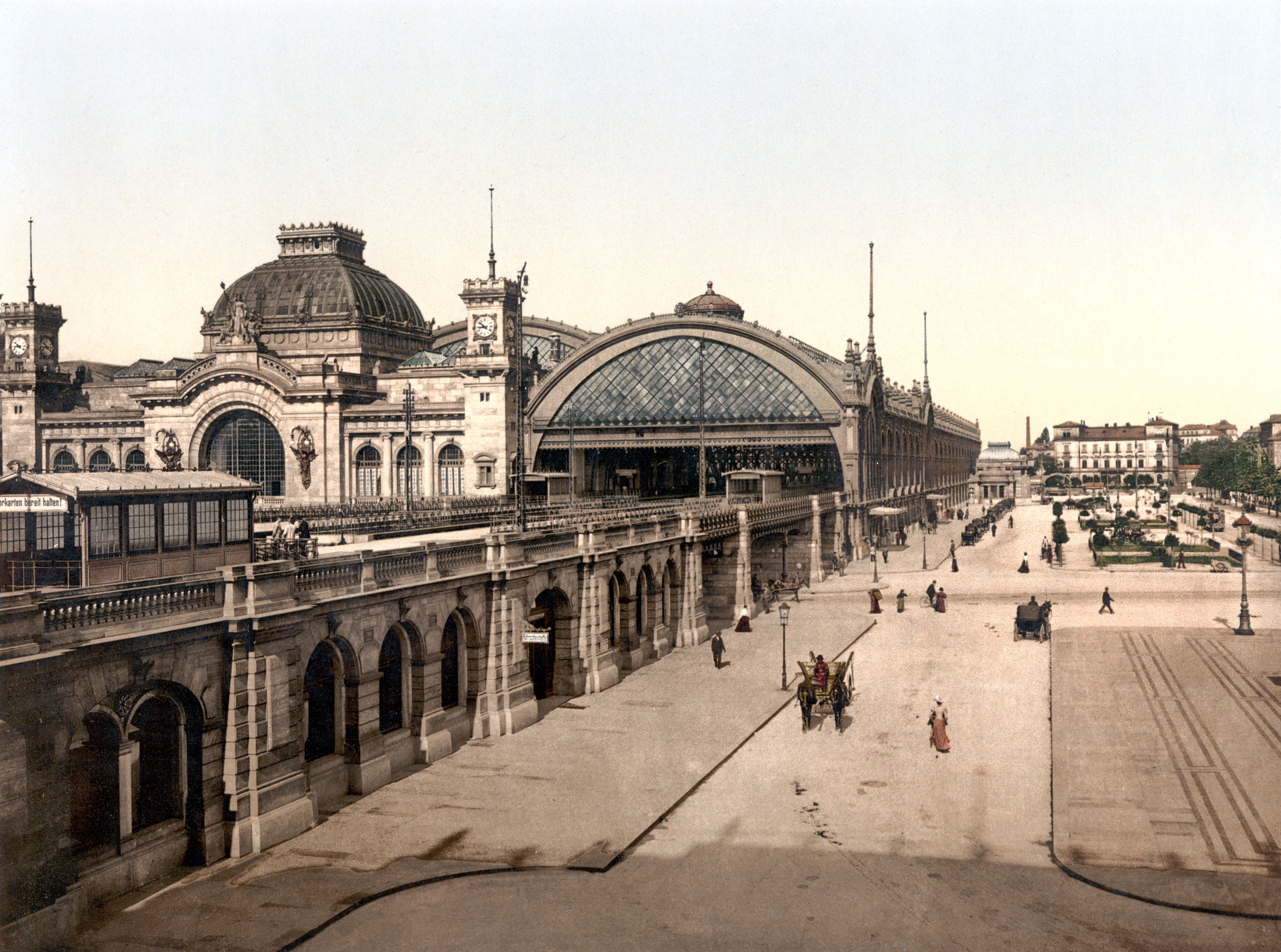
La gare centrale, vers 1900.
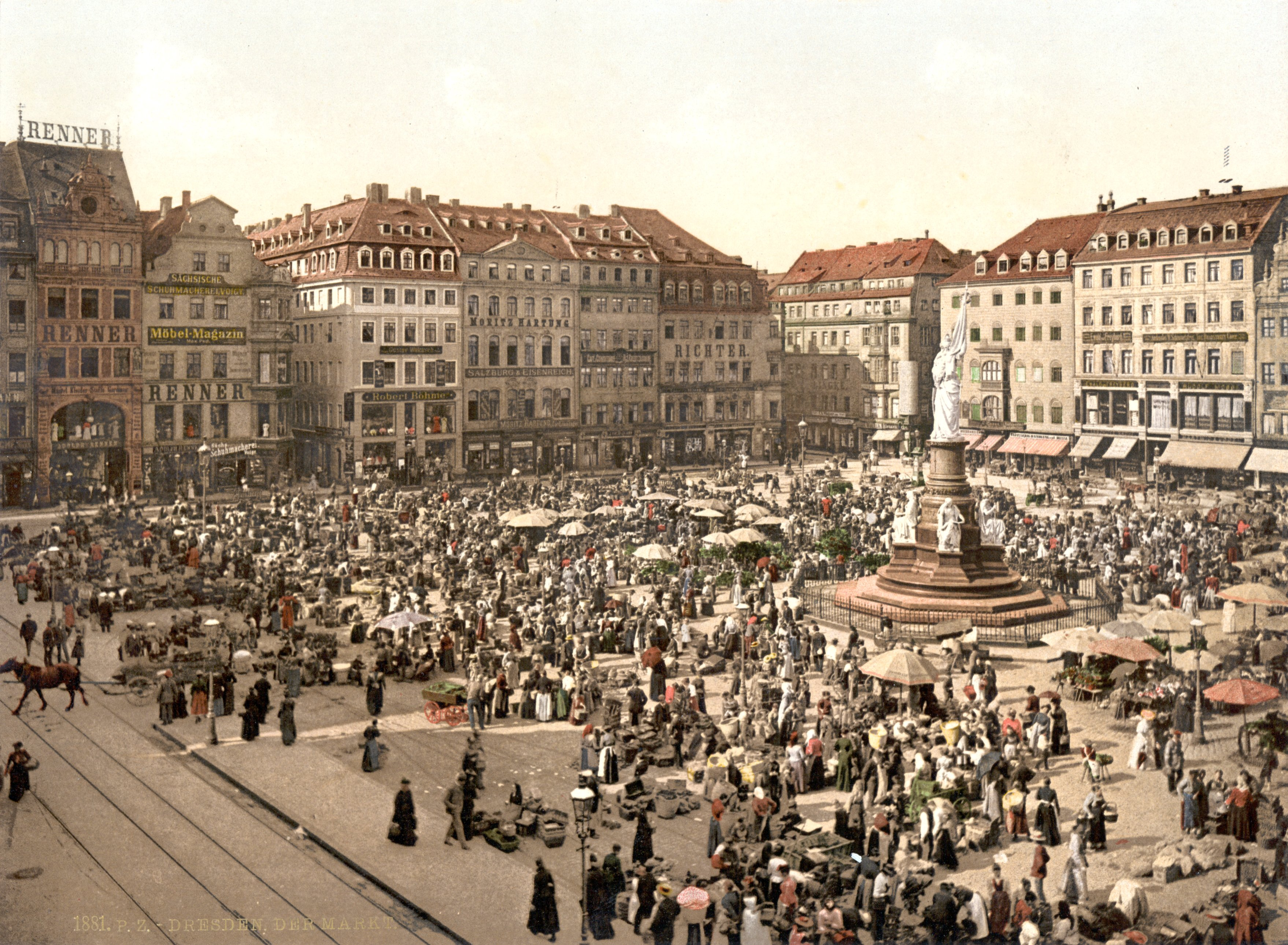
Le vieux marché, vers 1881.
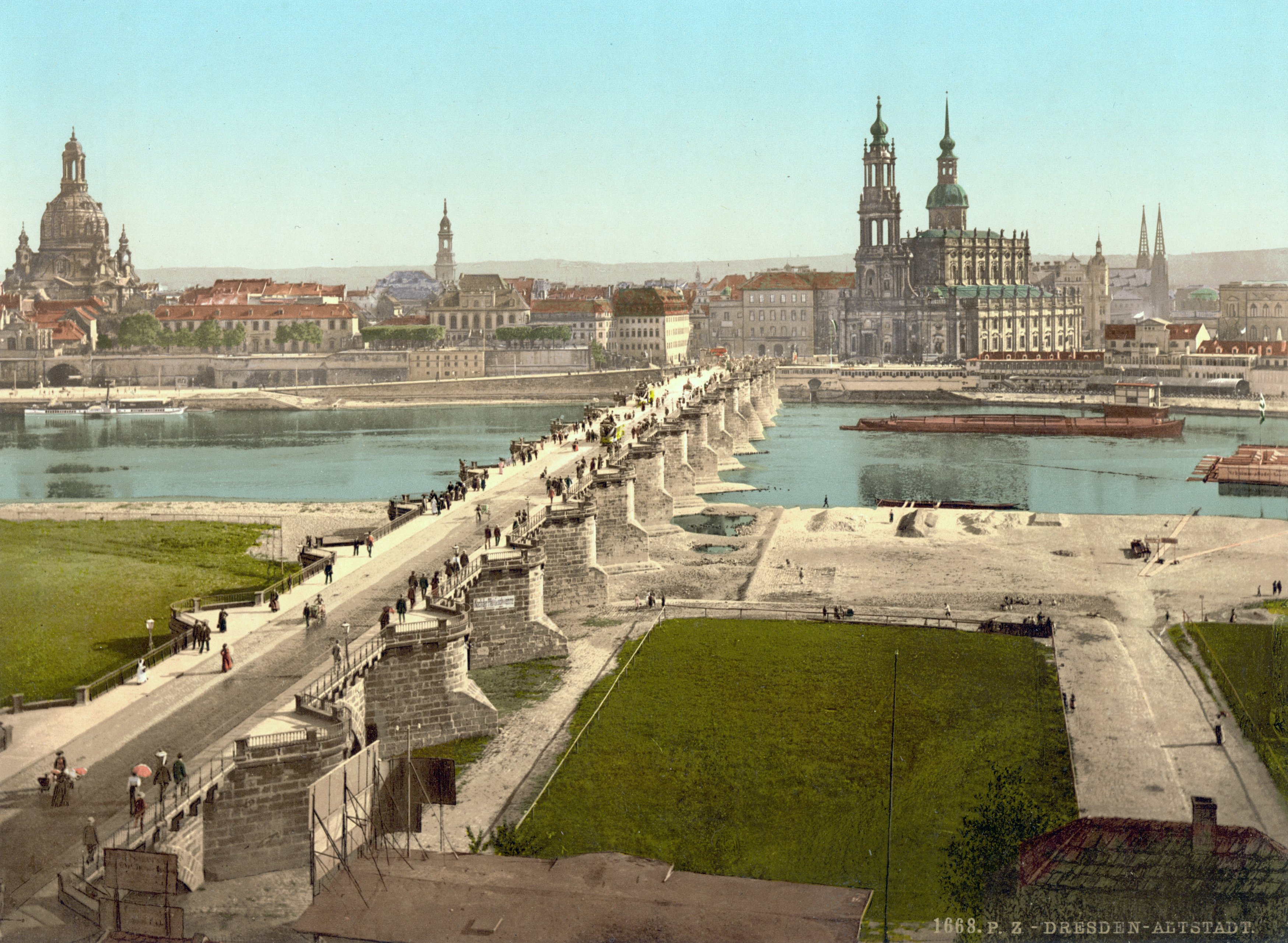
Vue de la vieille ville et du pont Auguste vers 1900.

### Le bombardement de 1945

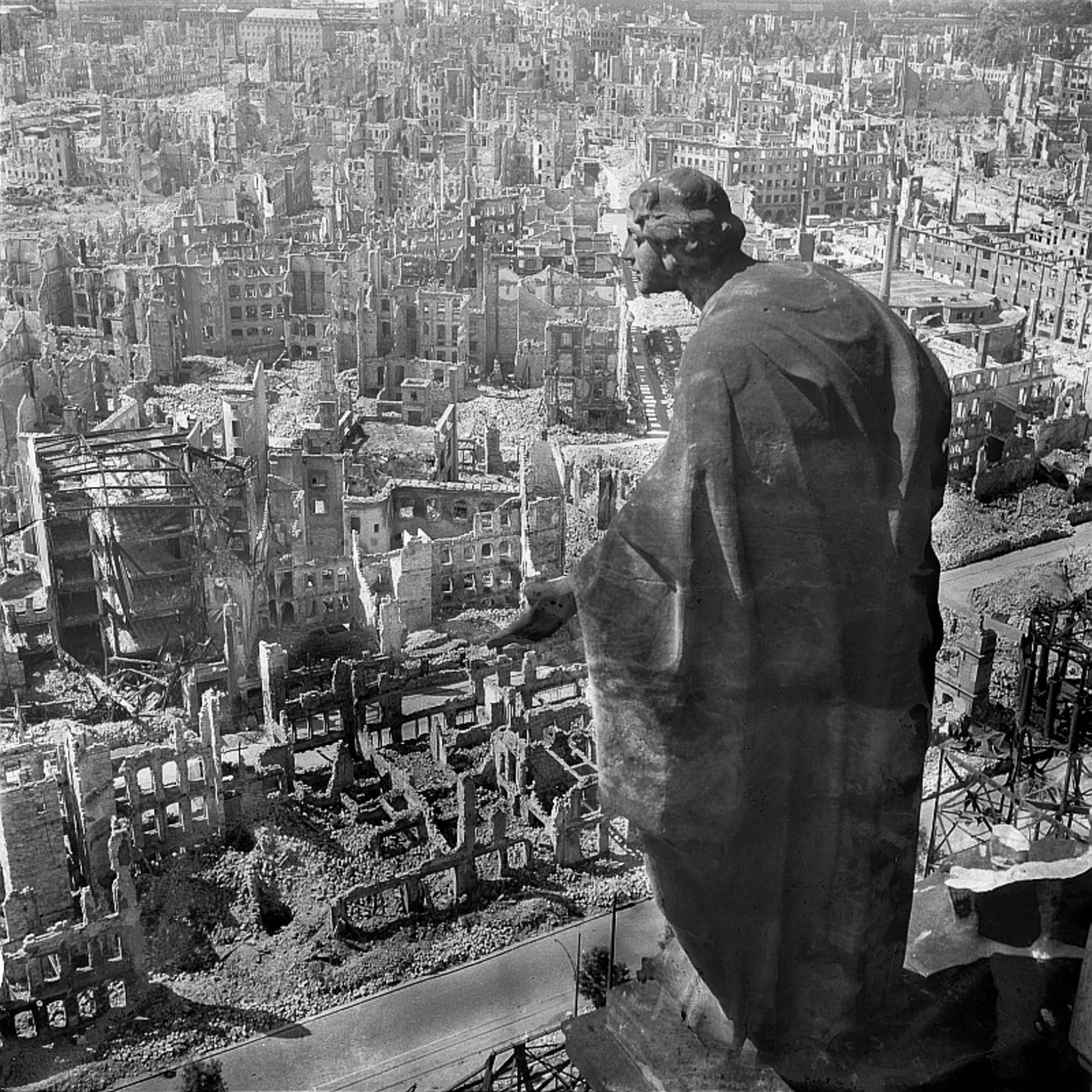
Dresde en 1945. Photographie de Richard Peter.

À la fin de la Seconde Guerre mondiale, un tiers de la ville fut détruit du 13 au 15 février 1945 par la Royal Air Force, avec l'appui de l'aviation américaine ; 650 000 bombes incendiaires et explosives d'un poids total de 3 900 tonnes sont larguées sur la ville, tuant un nombre encore indéterminé d'habitants. Les chiffres ont oscillé entre 35 000 et 50 000 morts, sans être pour autant le fait d'un parti pris politique (la Croix-Rouge soutint une estimation assez proche de celle donnée par les différents rapports de l'état-major allemand). Il est néanmoins très difficile d'établir un nombre étant donné que les corps ont été brûlés par le bombardement et que, pour établir des estimations, il ne restait que des cendres qui ont pu être pesées.
Les chefs-d'œuvre de l'art baroque comme le Semperoper et les principaux musées situés dans le château de la Résidence de Dresde et le Zwinger sont détruits, et il semble à l'époque inimaginable que la ville puisse retrouver sa splendeur d'antan. Cela prendra du temps, mais la ville sera rénovée. Presque toutes les collections d'Ancien Régime avaient été cachées par précaution dans une forêt proche avant les bombardements. Elles furent transférées en Union soviétique après la guerre puis rapatriées en Allemagne de l'Est en 1955.

### L'après-guerre

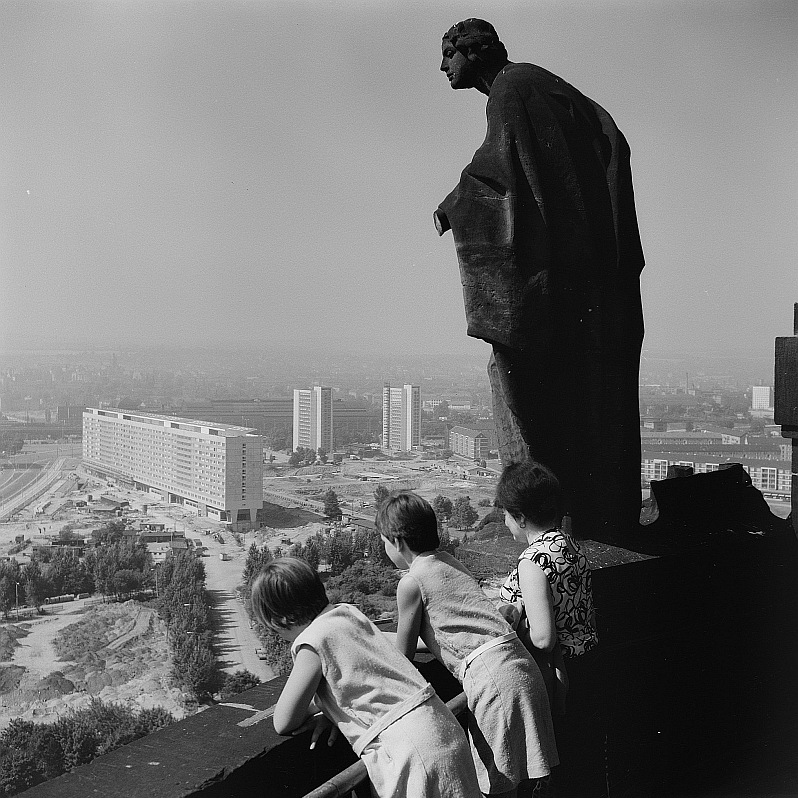
Dresde dans les années 1960. Photographie de Richard Peter.

La reconstruction de la ville et la restauration de son important patrimoine architectural et artistiques sont détaillés dans le paragraphe suivant.
La RDA se met en place sous l'égide soviétique, ce qui se manifeste par la présence dans la ville d'une division de chars de l'Armée de terre soviétique, ce jusqu'à la réunification.
Dresde a joué un rôle important dans les évènements de 1989 qui ont précipité la chute du mur de Berlin, puis la fin de la RDA, en parallèle avec les manifestations du lundi à Leipzig. D'importants affrontements entre la police est-allemande et des habitants eurent lieu à Dresde, d'abord le 4 octobre lors du passage d'un train de réfugiés cherchant à atteindre la RFA, puis le 8 octobre où environ 20 000 manifestants réclamèrent la liberté d'expression et de circulation (vers l'est).
En août 2002, comme en de nombreux endroits d'Europe centrale, Dresde et ses environs subissent des inondations catastrophiques, avec notamment une crue centennale de l'Elbe : la gare centrale est dévastée par un fleuve de boue, et de nombreux monuments, récemment reconstruits après avoir été détruits en février 1945, sont endommagés.
Le 13 février 2005, à l'occasion des commémorations du bombardement de Dresde en 1945, entre 3 000 et 5 000 manifestants d'extrême droite ont manifesté devant le parlement de Saxe. Soixante-dix personnes ont été interpellées à la suite d'affrontements.

### Patrimoine architectural et artistique
Dans l'immédiat après-guerre, l'Armée rouge pille les musées de leurs chefs-d'œuvre, mais l'Union soviétique les restitue dans les années 1950. Ainsi, les peintures de Dresde sont restituées à la RDA en 1955 et la Gemäldegalerie Alte Meister de Dresde rouvre au public le 3 juin 1956. À la difficile situation de l'après-guerre suivit le régime communiste de la RDA, lorsque de nombreux efforts de reconstruction de la vieille ville sont entrepris.
Les efforts de restauration de la Florence de l'Elbe, eu égard à l'enjeu culturel exceptionnel de l'ensemble, ont été considérables et se sont accélérés depuis la Réunification. À vrai dire, on n'a pas vu depuis longtemps tant d'édifices historiques reconstruits sur un même site en si peu de temps. C'est une véritable renaissance que vit la ville.
Tout d'abord, l'opéra Semper (Semperoper en allemand) d'après son architecte Gottfried Semper, dont le rétablissement se fit en deux phases : on consolida la ruine entre 1952 et 1956 (avec Herbert Schneider), dans la vague perspective d’un adaptation  moderne ultérieure un peu à la manière du théâtre Sarah-Bernhardt, avant de se décider en 1977 pour une reconstruction à l’identique de l’intérieur, inaugurée le 13 mars 1985 par une représentation du Freischütz.
Le palais Zwinger dû à Balthasar Permoser et Matthäus Daniel Pöppelmann, délicat ensemble baroque comportant un pavillon et un arc de triomphe unique au monde (le Kronentor, la « porte couronnée »), fut restauré entre 1945 et 1963 sous la direction de Hubert Ermisch, Arthur Frenzel et Max Zimmermann.

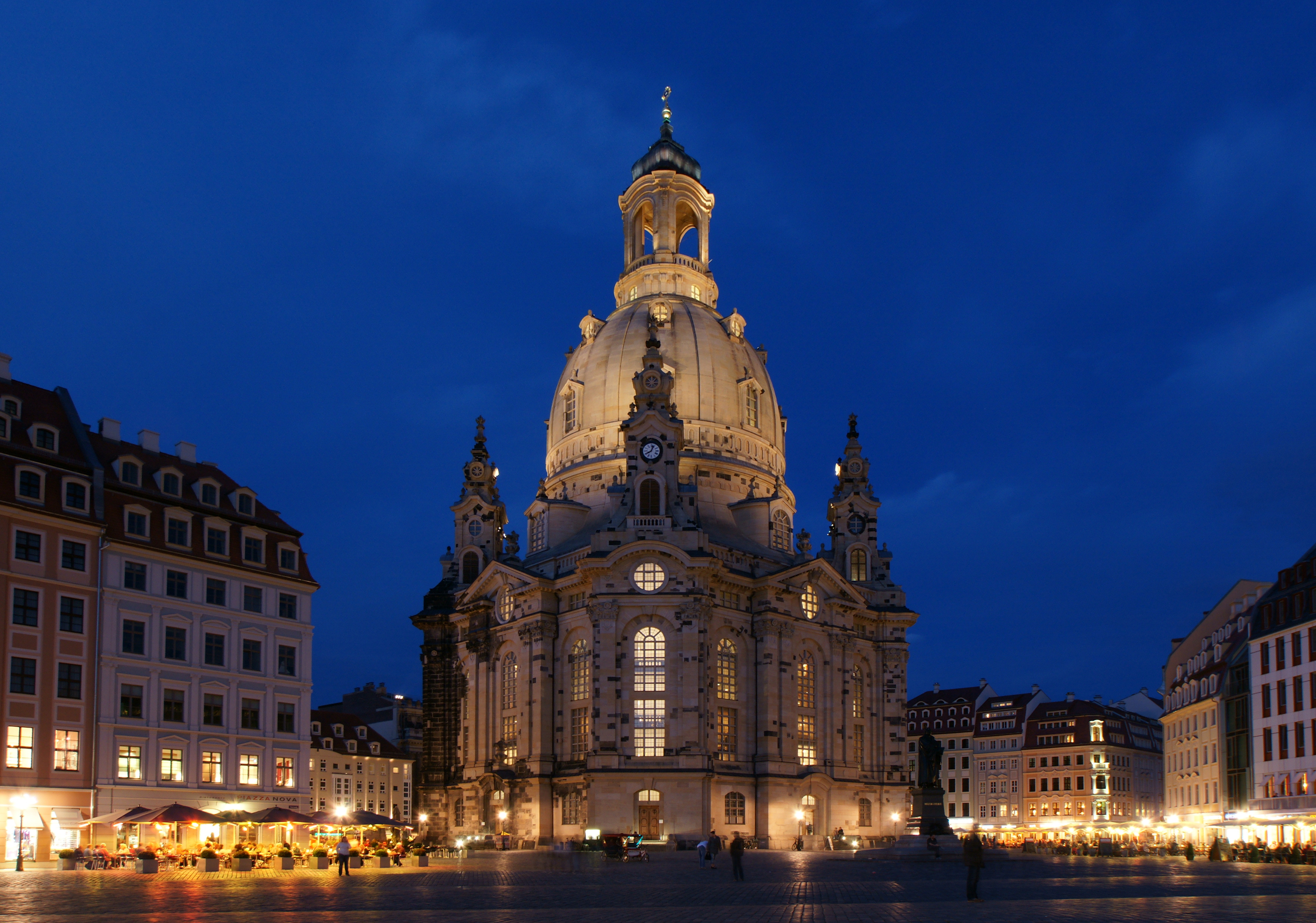
L'église Notre-Dame de Dresde (Frauenkirche).

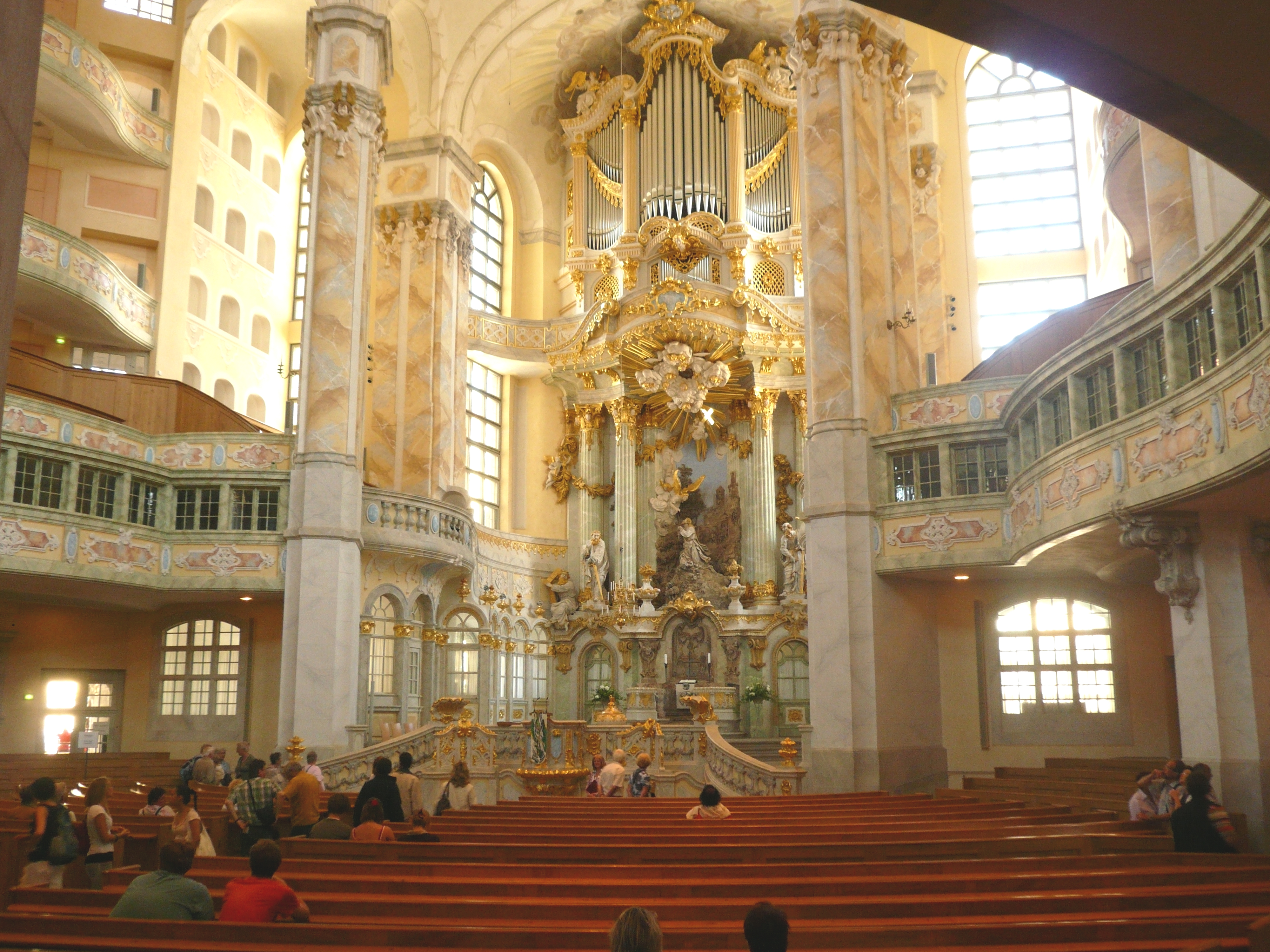
Vue de l'intérieur de l'église Notre-Dame de Dresde (Frauenkirche).

L'église Notre-Dame de Dresde (Frauenkirche), chef-d'œuvre de l'architecture luthérienne baroque, avait été construite par George Bähr. Elle a été détruite, non pas directement par les bombes mais par un incendie né spontanément dans ses caves du fait de l'intensité de la chaleur. Cette vaste église baroque était à Dresde ce que Notre-Dame est à Paris (dans un autre style). Elle fut reconstruite en un temps record, plusieurs années après la chute du mur de Berlin, en occasionnant toutefois un très important travail de recherche. Les travaux furent achevés le 5 août 2004. Les fonds proviennent d'appel de fonds privés où chacun peut donner pour la reconstruction et de nombreux autres apports privés. La reconstruction de la Frauenkirche a ceci de particulier que, non seulement elle a été reconstruite à l'identique, mais en réutilisant tous les matériaux d'origine récupérables : les pierres des ruines ont été numérotées, triées par ordinateur, et remises à leur ancienne place. Les matériaux manquants ont été remplacés par des neufs (certains marbres ont toutefois été remplacés par des peintures sur bois, en trompe-l'œil). Ce réemploi de pierres d'origine lui donne cet air particulier : à l'extérieur l'église combine pierres noircies et pierres blanches neuves. Dans un premier temps, il n'était pas prévu de la reconstruire, mais de laisser les ruines dans leur état et d'en faire un monument commémoratif ; c'est ce qui explique, avec le manque de fonds et le peu d'importance attaché à la religion par le régime communiste, la reconstruction tardive de la Frauenkirche. Elle est actuellement l'emblème de la ville de Dresde.
Le palais Cosel, de Johann Christoph Knöffel (de) (1744-1746), un bel immeuble de six étages d'un intérêt urbanistique évident par sa situation aux abords des édifices voisins, fut en grande partie anéanti par la guerre. Seuls rescapés du bâtiment d'origine, les façades des deux ailes de la cour d'entrée, restaurées en 1973. Le corps principal a été reconstruit sous la direction de Walter Kaplan (1998-2000), avec un ajout camouflé de parc de stationnement souterrain.
La Kanzleihaus, palais Renaissance construit entre 1565 et 1567 par Hans Irmisch (de) dont une partie des ruines avaient survécu, fut reconstruit en 1998 sous la direction de Gerhard Burger, architecte en chef des monuments historiques.
Cette liste ne donne que quelques exemples de ce qu'il est convenu d'appeler la renaissance de Dresde. On envisage également la reconstruction de nombreux immeubles de moindre importance, ces tissus mineurs concourant à la physionomie générale des villes historiques. Dans le même but, on a procédé à la démolition d'immeubles modernes inesthétiques, tels que le bâtiment de la Police centrale, ensemble en béton qui défigurait la place du marché et les environs de la Frauenkirche.

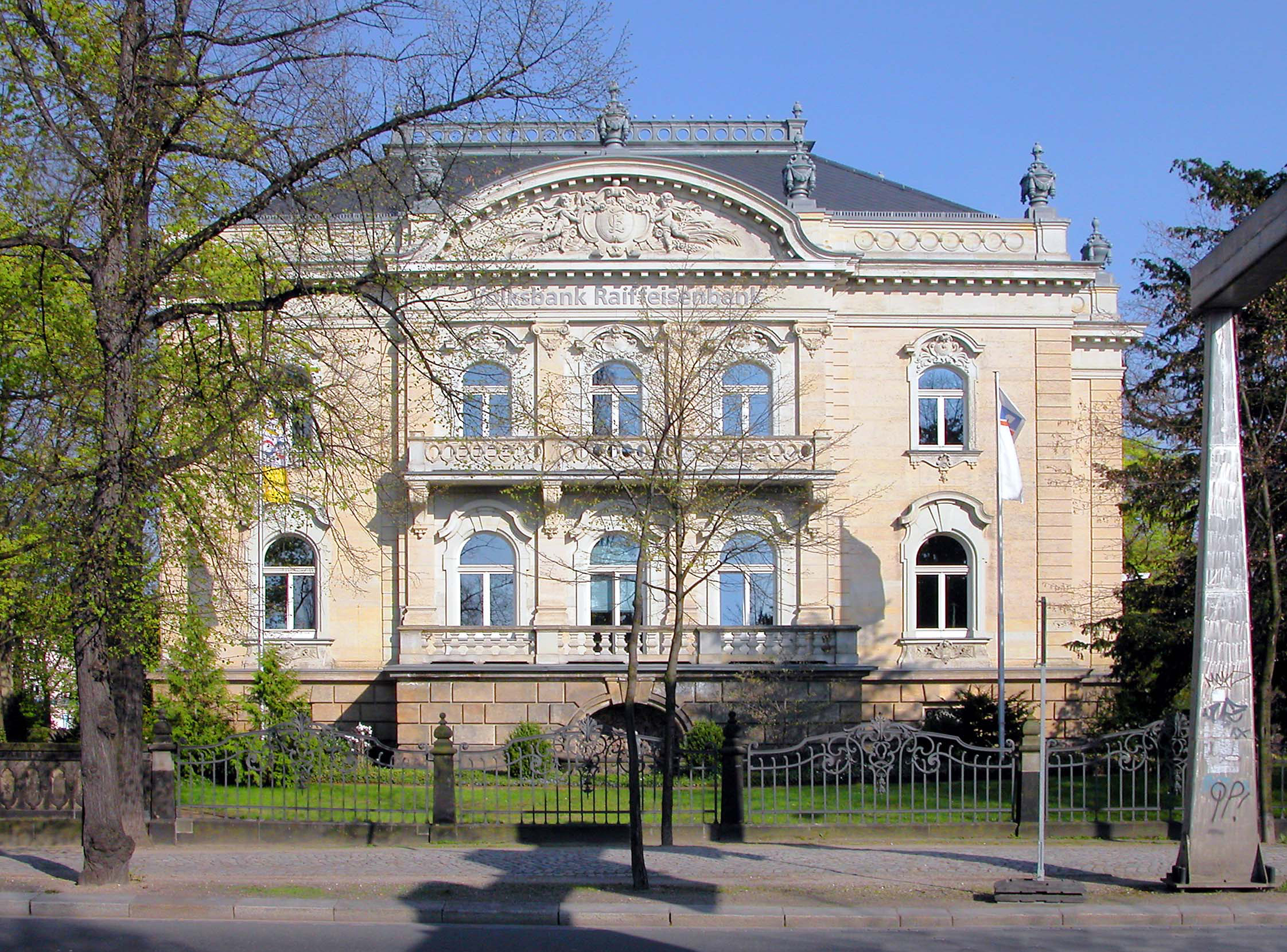
La Villa Eschebach, reconstruite après avoir brûlé à la suite des raids aériens sur Dresde en février 1945.

À Dresde, le terme allemand de Wiederaufbau, c'est-à-dire de restauration ou de reconstruction partielle de bâtiments à partir de ruines existantes (comme le palais Kurländer, le palais Taschenberg, le Landhaus, le Johanneum, le Zwinger, le château, la totalité des monuments du front d'Elbe et la Frauenkirche) s'oppose à celui de Rekonstruktion qui signifie la reconstitution à l'identique de façades de bâtiments ayant totalement disparu du fait de la guerre ou du régime socialiste, à partir de structures en béton ou agglos au décor plaqué en stuc et pierres taillées (c'est le cas des immeubles baroques du quartier reconstruit de Neumarkt). La première catégorie relève du patrimoine, la seconde du pastiche. Le recours massif à des copies pour meubler les vastes espaces en friche au cœur de la ville a pour objectif de rétablir une image cohérente du centre-ville historique, mais fait l'objet de controverses. Le principal problème en est la perte d'authenticité qui aboutit à ce que le touriste ne distingue plus le patrimoine authentique de la copie. De tels choix peuvent être justifiés ponctuellement comme dans le cas de la reconstruction (également controversée) du château central de Berlin, lequel jouait un rôle clé et irremplaçable dans le paysage de l'avenue Unter den Linden, ou pour offrir un cadre baroque adéquat à la Frauenkirche de Dresde. Mais ils deviendraient particulièrement dommageables pour l'appréciation du patrimoine allemand s'ils se répandaient dans des villes qui, à l'instar de Nuremberg, ont réussi une reconstruction harmonieuse après la guerre tout en respectant ce qui sera l'esprit de la charte de Venise.
Les efforts de reconstruction se sont accélérés avec la réunification de l'Allemagne et culminent en 2006 avec les fêtes des 800 ans de la ville. Si les reconstructions se poursuivaient au rythme et avec l'orientation actuels, la tragédie de 1945, d'un point de vue architectural, serait à peu près effacée vers 2025. Dresde est redevenue, avec Heidelberg, Bamberg ou Ratisbonne, l'un des hauts lieux du tourisme en Allemagne.

#### Vie musicale
Dresde joue aussi un rôle important dans la vie musicale avec l'orchestre de la Staatskapelle, une des plus anciennes formations du monde puisque créée en 1548, et celui de l'opéra (Staatsoper). Son chœur de garçons de l'église de la Sainte-Croix (Dresdner Kreuzchor) est réputé dans le monde entier.

#### Les ponts de Dresde
Deux ponts sur l'Elbe ont valeur de monuments historiques : le pont de pierre Augustus-Brücke (pont Auguste) en centre ville, et le pont métallique Blaues Wunder (« Miracle bleu ») plus à l'est, à Loschwitz et Blasewitz. Le Waldschlösschenbrücke inauguré en 2013 est le plus récent pont sur l'Elbe à Dresde. Le pont Carola est à la fois routier et ferroviaire, assurant le passage du tramway.

#### Depuis l'an 2000
La vallée de l'Elbe à Dresde a été inscrite en 2004 sur la liste du patrimoine mondial par l'Unesco et placée en juillet 2006 sur la liste rouge des sites du patrimoine mondial en péril en raison du projet de construction d'un nouveau pont sur l'Elbe Waldschlösschenbrücke. Le site a été retiré de la liste du patrimoine mondial lors du congrès de Séville de l'UNESCO, en juin 2009.

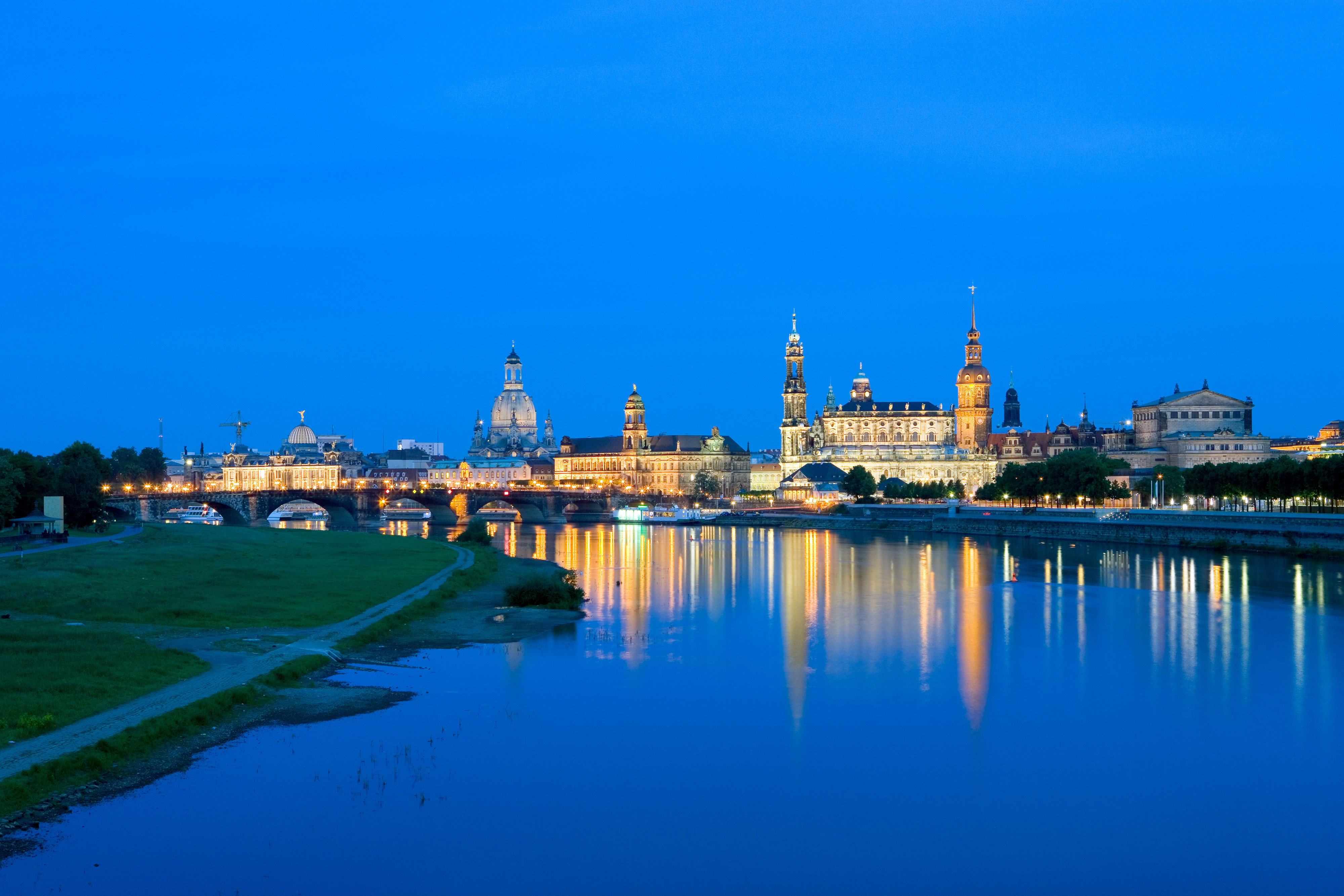
Vue de l'Elbe au crépuscule.
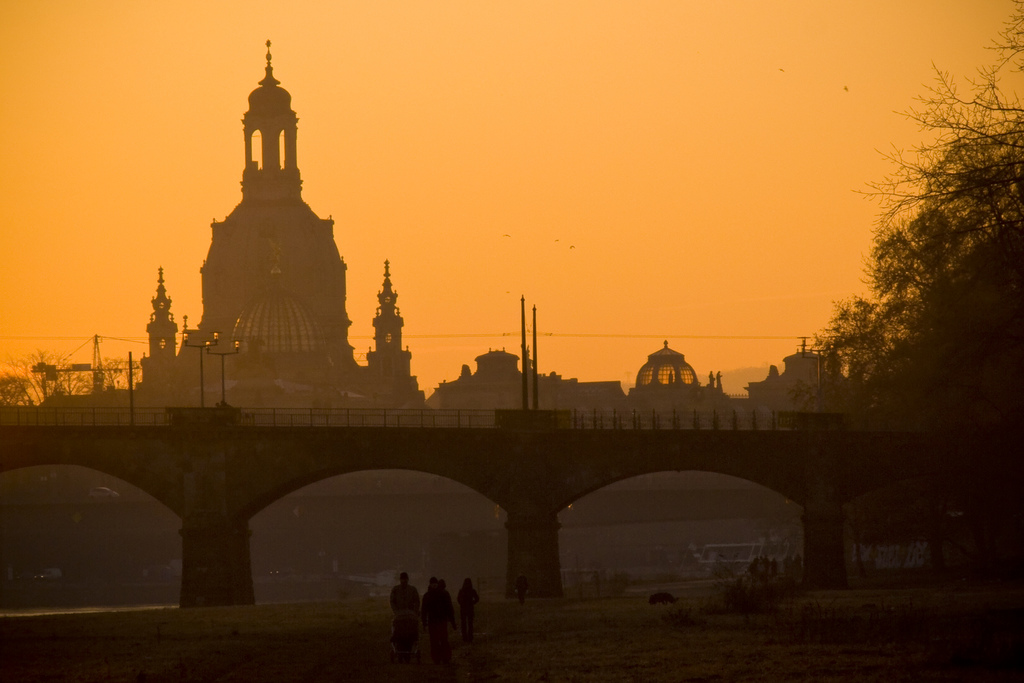
Panorama de la ville depuis les bords de l'Elbe au coucher du soleil.
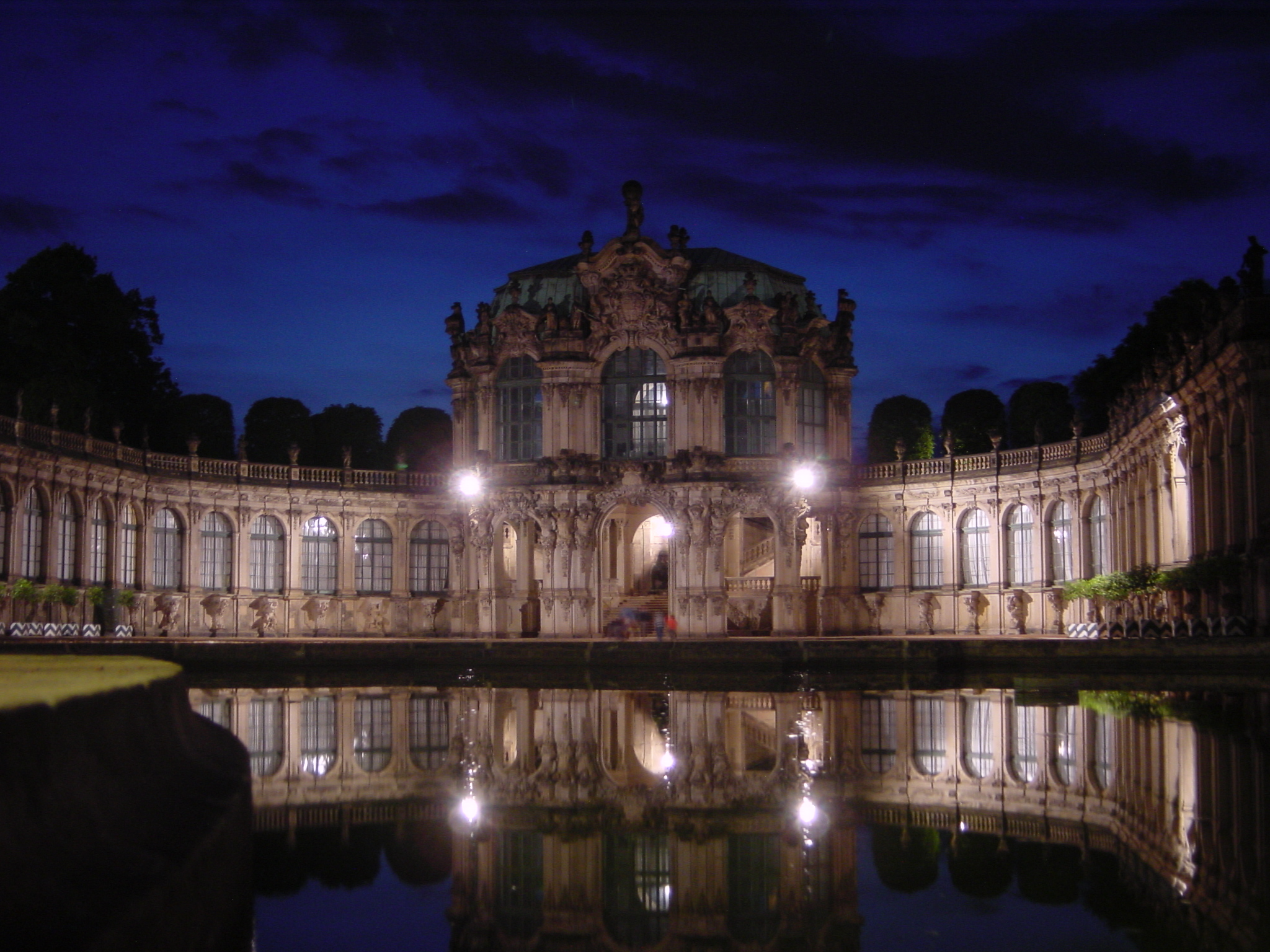
Le Zwinger de nuit.
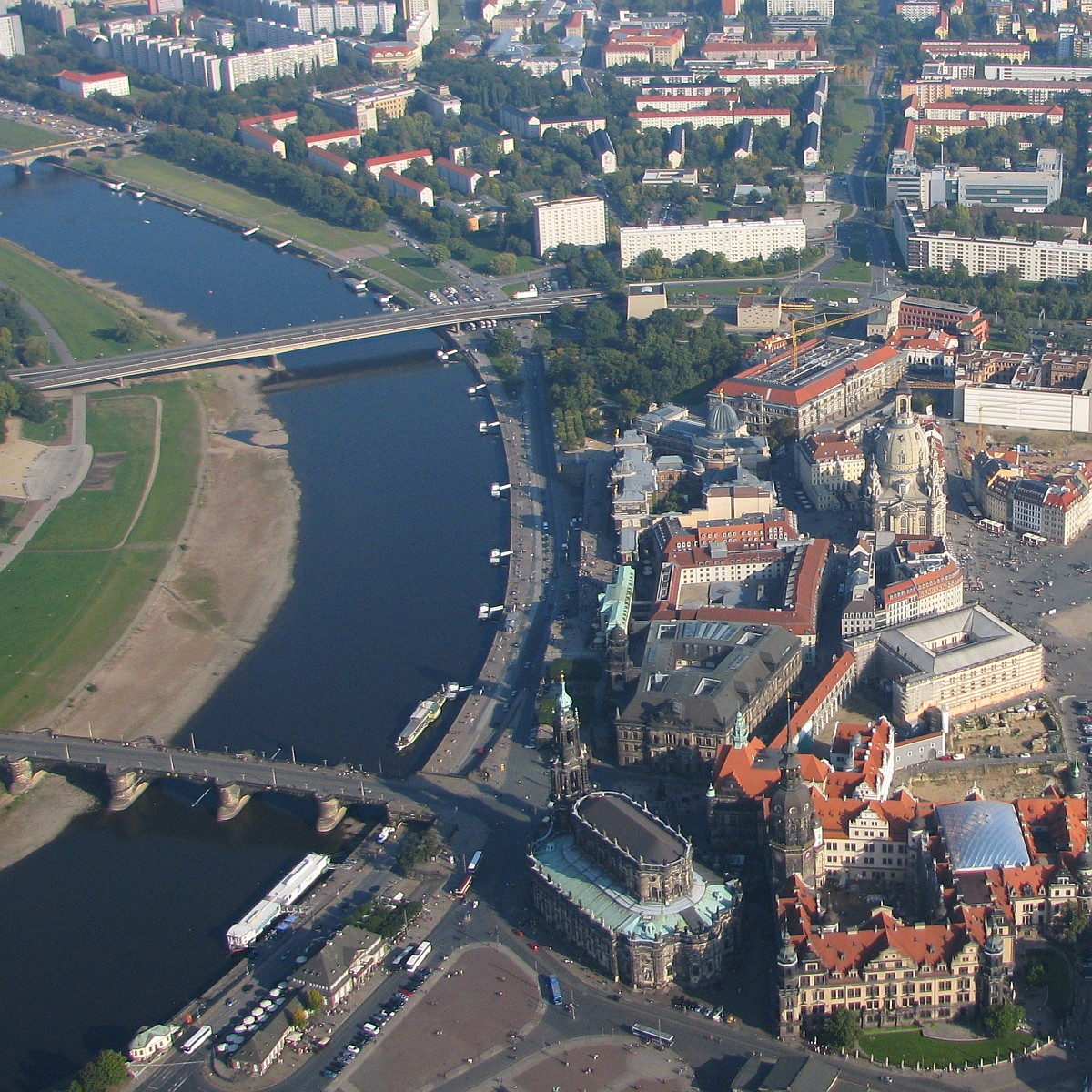
Image aérienne de Dresde.
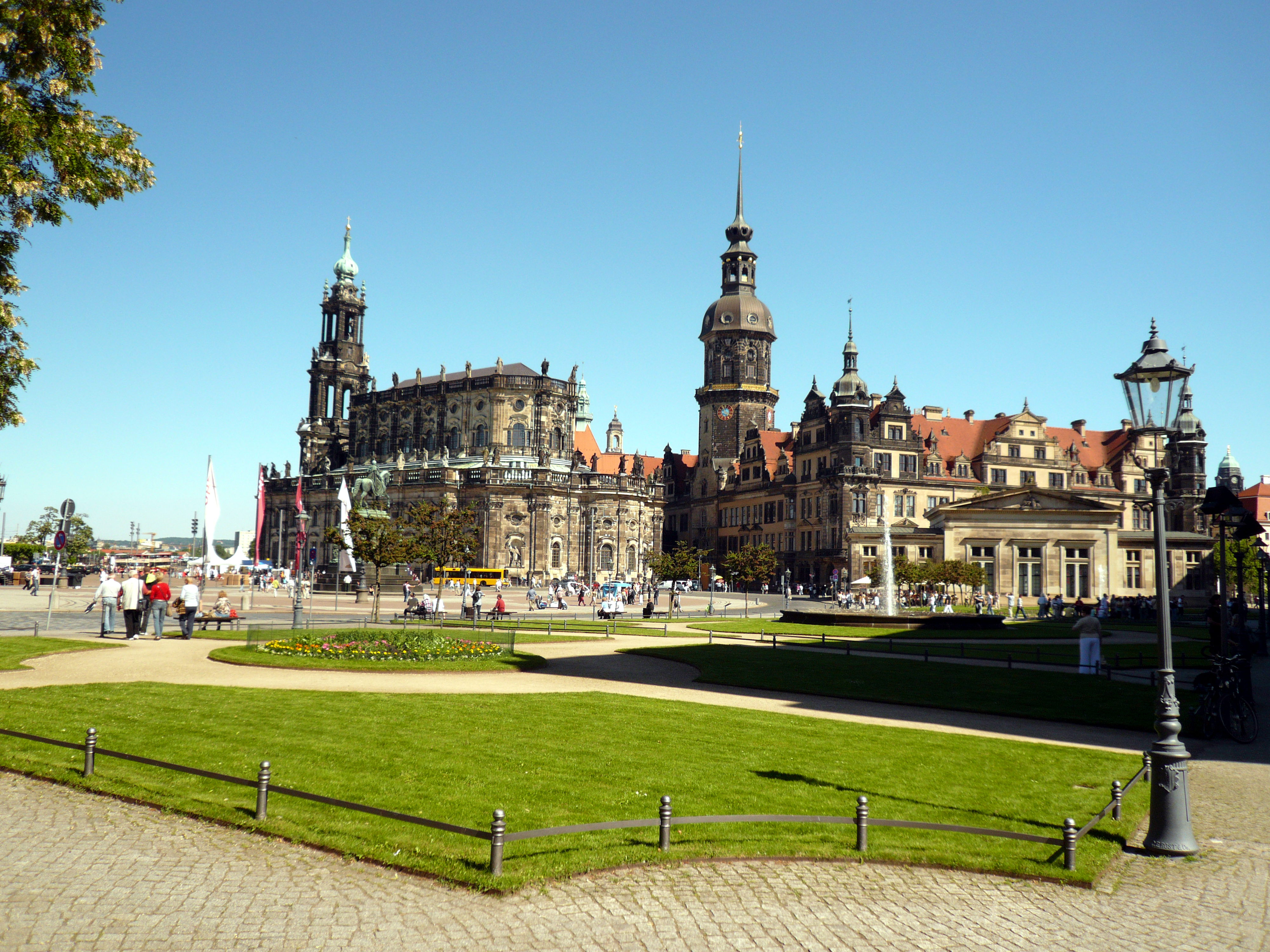
Une vue de la place du Théâtre.
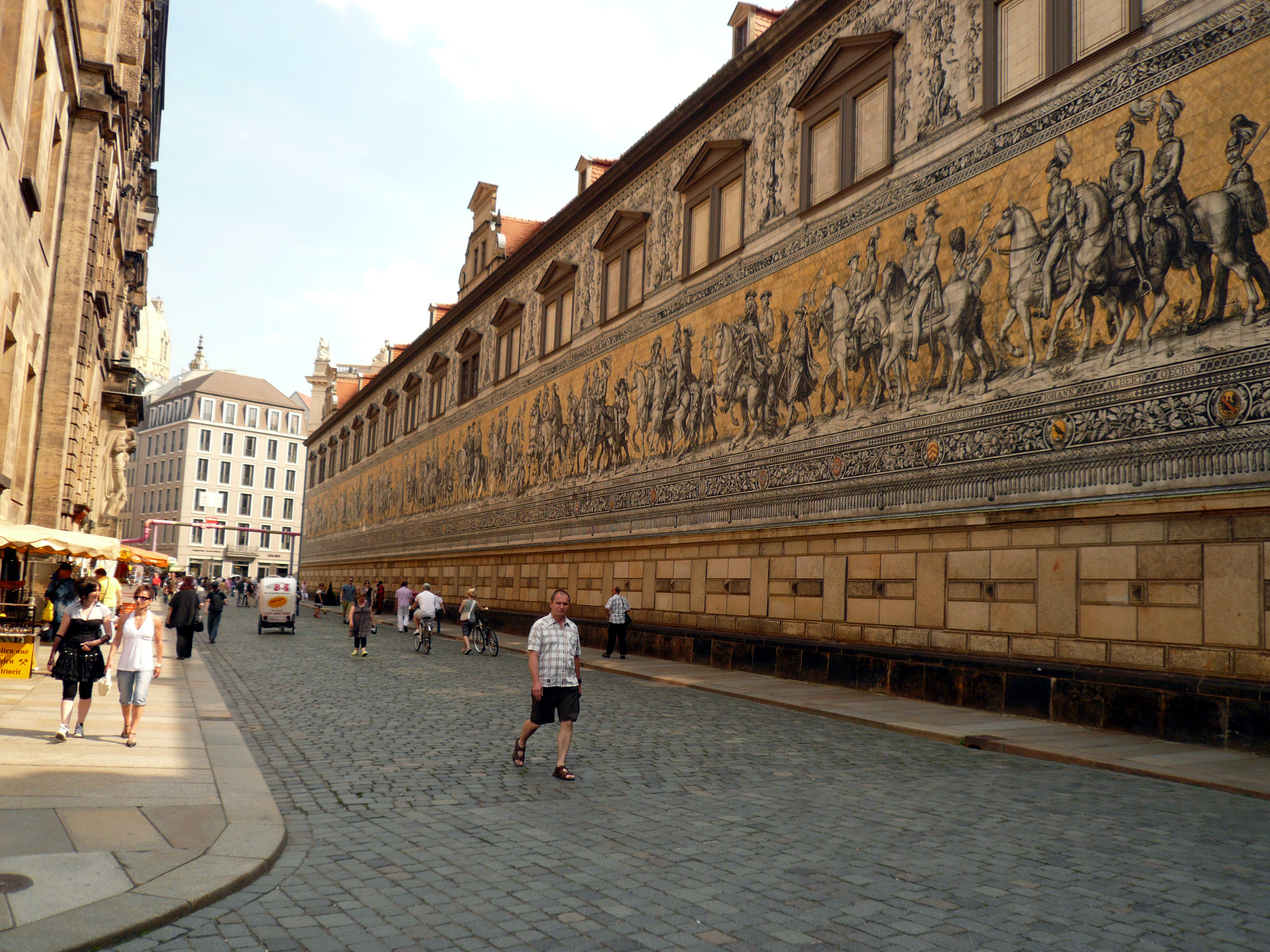
Cortège des Princes : mosaïque monumentale en porcelaine de Saxe.
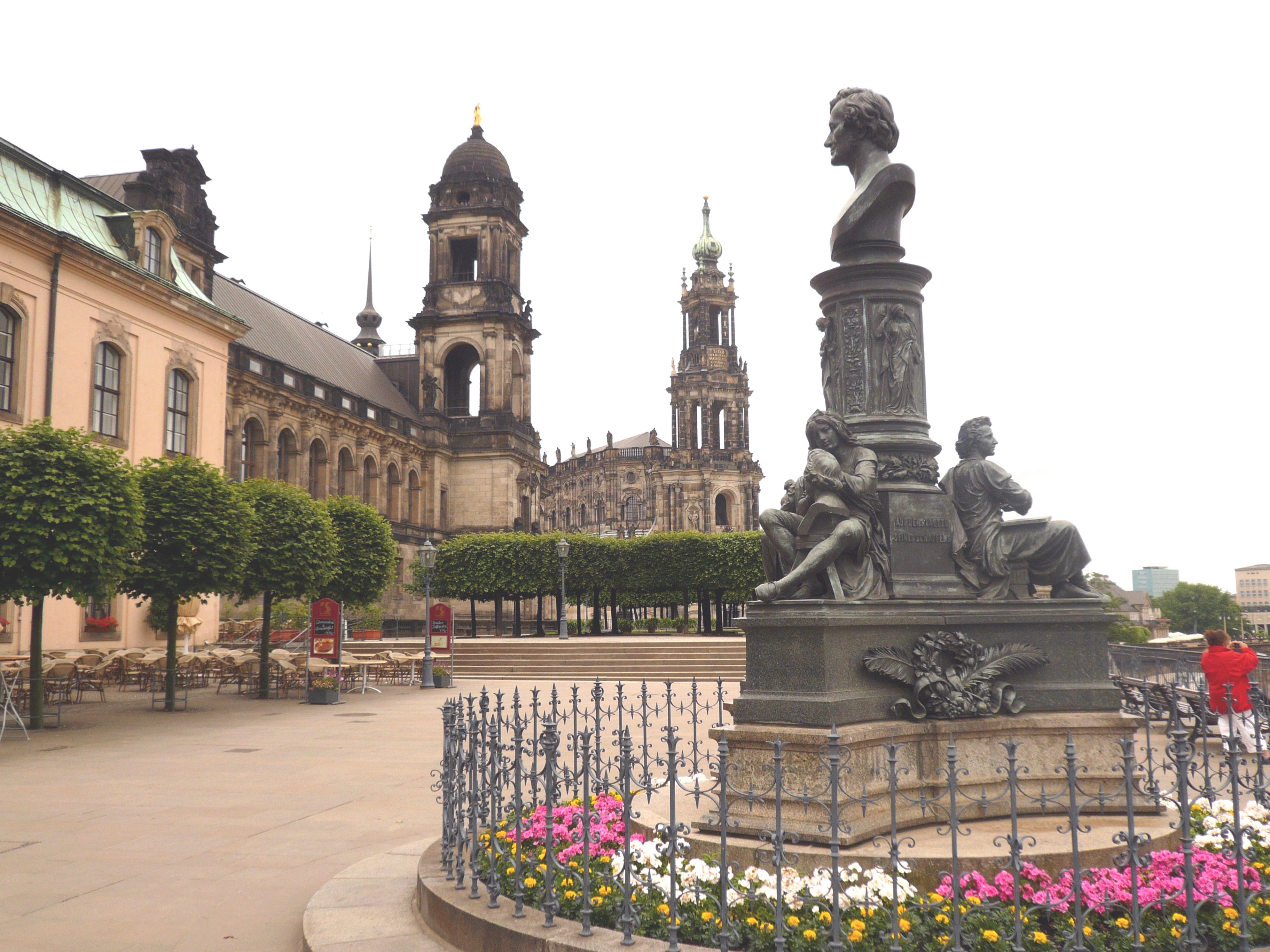
La terrasse Brühl et le Monument à Ernst Rietschel (1876) de Johannes Schilling.
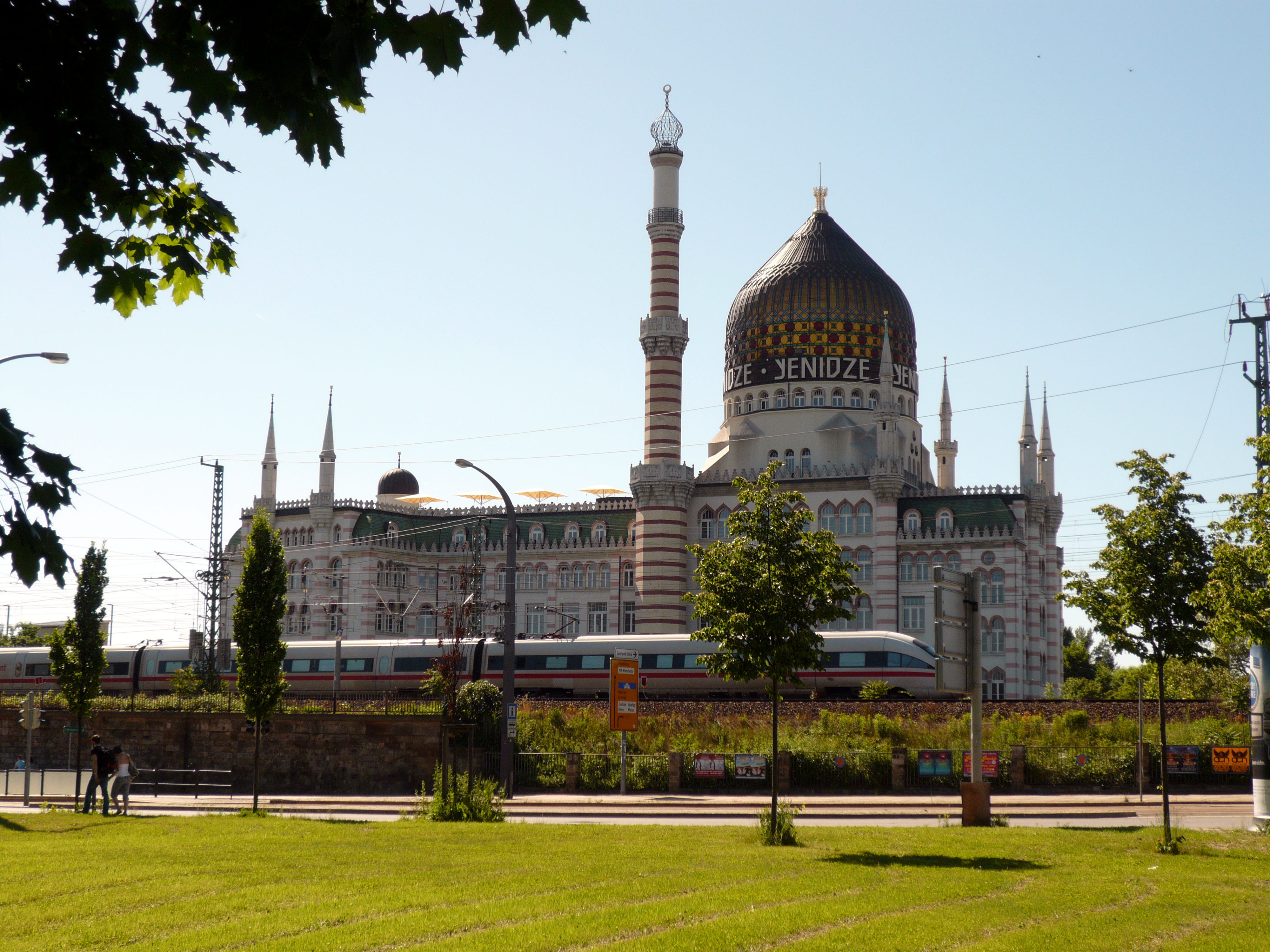
L'ancienne manufacture de tabac Yenidze.
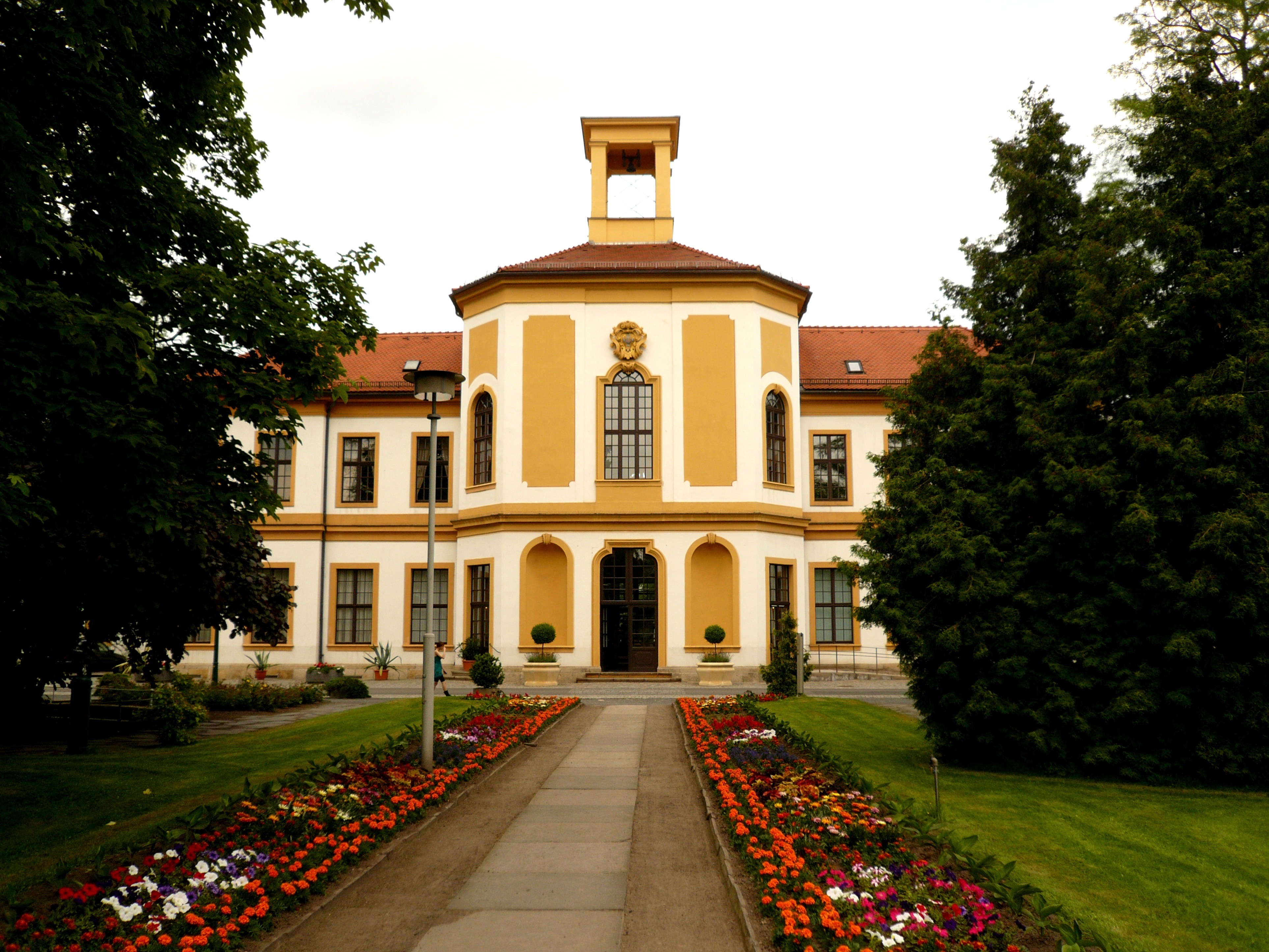
Le palais Brühl appelé aussi Marcolini. Wagner y habita pour y composer Lohengrin.
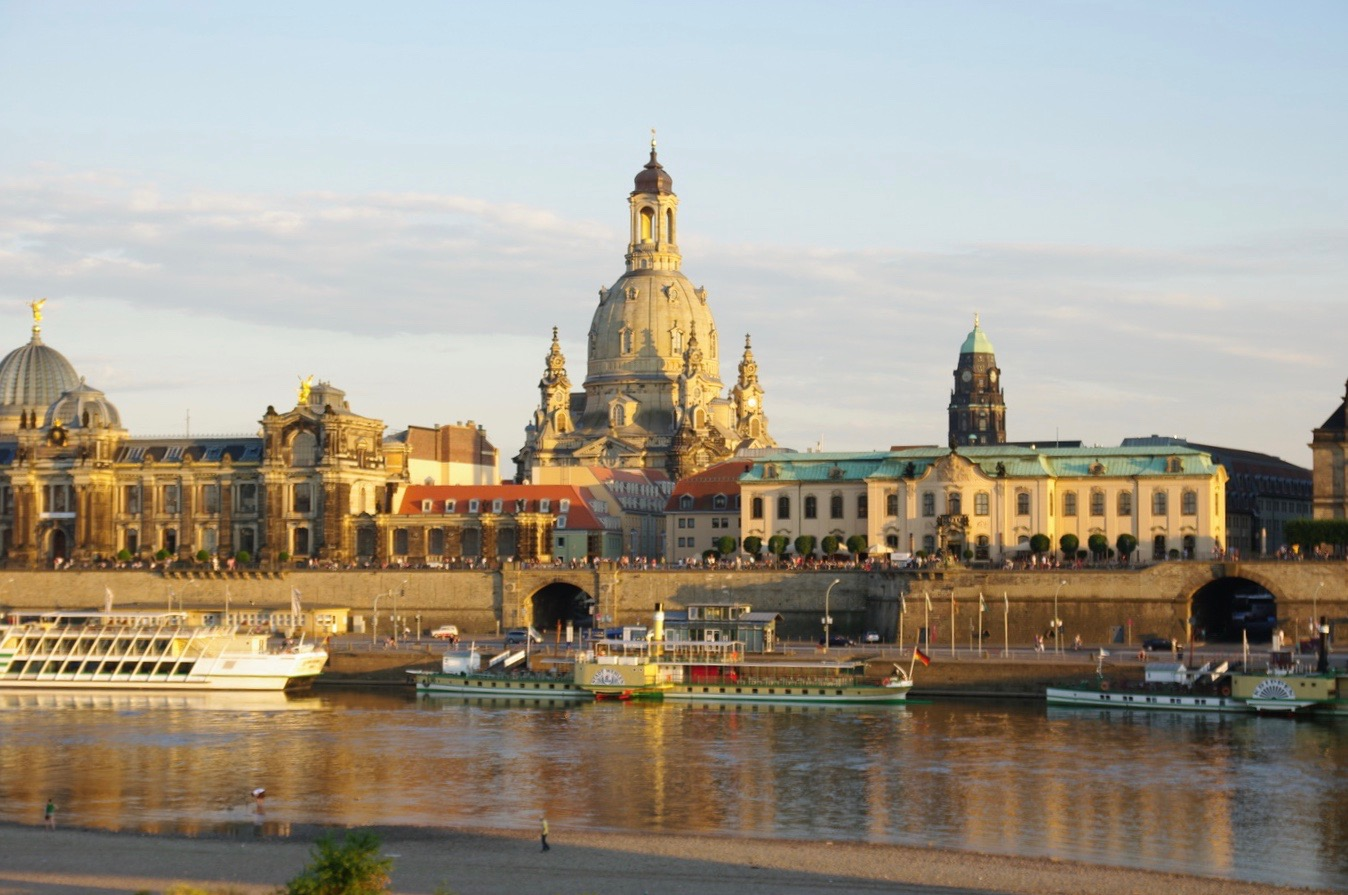
Une vue de Dresde.
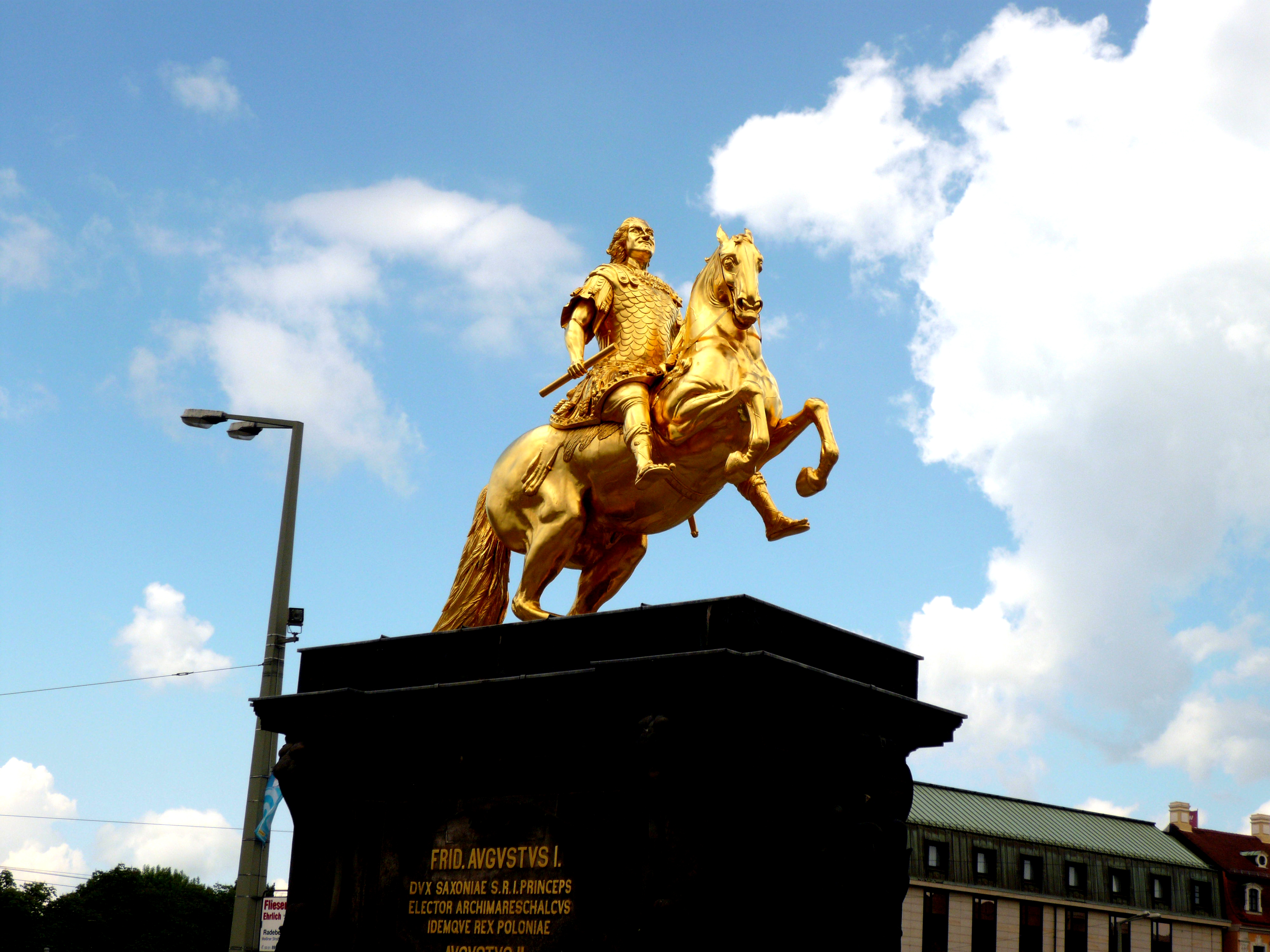
D'après Jean-Joseph Vinache, Le Cavalier d'Or (1736) : Auguste le Fort, électeur de Saxe et roi de Pologne à cheval.

## Population
Dresde comptait 629 713 habitants en 1939, 453 000 habitants en 1998, et 540 000 habitants en 2015. Le développement des quinze dernières années a attiré de nombreux habitants dans la ville, qui est aussi la capitale de la fertilité en Allemagne, avec un taux de naissances élevé. Les bonnes conditions économiques de la Saxe laissent penser que cette expansion se poursuivra dans les prochaines années. Si elle attire en Allemagne, tant pour son dynamisme économique que pour sa qualité de vie, elle compte pour le moment assez peu d'étrangers : seuls 5,3 % sont des immigrés.

## Subdivisions
Localités, villages et quartiers de Dresde :
| Ortsamt / village | Habitants (Hauptwohnsitz) (31 décembre 2012) | Superficie en km2 | Densité hab. km2 | Stadtteile/quartiers |
| ----------------- | -------------------------------------------- | ----------------- | ---------------- | --- |
| Altstadt          | 53 201                                       | 17,02             | 3 126            | Innere Altstadt, Friedrichstadt, Johannstadt, Pirnaische Vorstadt, Seevorstadt et Wilsdruffer Vorstadt                                                           |
| Neustadt          | 47 621                                       | 14,81             | 3 215            | Albertstadt, Äußere Neustadt, Innere Neustadt, Leipziger Vorstadt et Radeberger Vorstadt                                                                         |
| Pieschen          | 52 053                                       | 16,23             | 3 207            | Pieschen, Trachenberge, Mickten, Kaditz, Trachau et Übigau |
| Klotzsche         | 20 010                                       | 27,13             | 738              | Klotzsche, Hellerau, Hellerberge et Wilschdorf |
| Loschwitz         | 19 948                                       | 68,84             | 290              | Loschwitz, Weißer Hirsch, Rochwitz, Wachwitz, Niederpoyritz, Hosterwitz, Söbrigen, Oberpoyritz, Bühlau, Pillnitz et Dresdner Heide                               |
| Blasewitz         | 84 283                                       | 14,50             | 5 813            | Blasewitz, Striesen, Tolkewitz, Gruna, Dobritz et Seidnitz |
| Leuben            | 38 841                                       | 13,07             | 2 972            | Leuben, Laubegast, Alttolkewitz, Kleinzschachwitz, Zschieren, Meußlitz, Großzschachwitz, Sporbitz et pour partie de Niedersedlitz et Dobritz                     |
| Prohlis           | 56 142                                       | 21,15             | 2 654            | Großluga, Kleinluga, Kauscha, Leubnitz-Neuostra, Lockwitz, Nickern, Niedersedlitz, Prohlis, Reick, Strehlen, Torna et partie de Mockritz                         |
| Plauen            | 53 649                                       | 15,80             | 3 396            | Plauen, Südvorstadt, Coschütz, Gittersee, Kaitz, Kleinpestitz, Mockritz, Gostritz, Räcknitz et Zschertnitz                                                       |
| Cotta             | 70 277                                       | 19,37             | 3 628            | Briesnitz, Kemnitz, Stetzsch, Cotta, Omsewitz, Leutewitz, Gorbitz, Wölfnitz, Löbtau, Naußlitz, Roßthal, Dölzschen                                                |
| Altfranken        | 1.129                                        | 1,28              | 882              | |
| Cossebaude        | 5.591                                        | 8,04              | 695              | Gohlis, Niederwartha, Cossebaude, Neu-Leuteritz |
| Gompitz           | 3.052                                        | 11,72             | 260              | Gompitz, Ockerwitz, Pennrich, Roitzsch, Steinbach, Unkersdorf, Zöllmen                                                                                           |
| Langebrück        | 3.704                                        | 6,95              | 533              | |
| Mobschatz         | 1.483                                        | 8,50              | 174              | Alt-Leuteritz, Brabschütz, Merbitz, Mobschatz, Podemus et Rennersdorf                                                                                            |
| Oberwartha        | 404                                          | 2,03              | 199              | |
| Schönborn         | 492                                          | 5,20              | 95               | |
| Schönfeld-Weißig  | 12 830                                       | 41,34             | 310              | Borsberg, Cunnersdorf, Eschdorf, Gönnsdorf, Krieschendorf, Malschendorf, Pappritz, Reitzendorf, Rockau, Rossendorf, Schönfeld, Schullwitz, Weißig et Zaschendorf |
| Weixdorf          | 6 039                                        | 15,49             | 390              | Weixdorf, Marsdorf, Lausa, Friedersdorf et Gomlitz |

## Religion
C'est à Eisleben, à deux heures de route de Dresde, qu'est né Martin Luther, père du protestantisme. Depuis la Réforme de 1539, Dresde est donc avant tout une ville protestante. Quelque 16 % des Dresdois sont de confession évangélique et la plupart des églises de la ville, comme la célèbre Frauenkirche que l'on pourrait croire catholique du fait de son aspect baroque, sont en réalité luthériennes. Les catholiques romains sont la seconde communauté religieuse avec 4,6 % des habitants.
À noter aussi la présence d'une communauté orthodoxe russe, qui compte quelque 1 000 fidèles se réunissant dans l'église russe de Dresde construite en 1874.
Avec trois mosquées et 0,2 % de fidèles, la communauté islamique est peu importante.
La communauté juive compte un peu plus de 700 membres (il en restait moins d'une centaine en 1945), et se réunit dans la nouvelle synagogue construite en 2001.

## Économie
La ville compte la Fabrique de verre, une usine automobile du groupe allemand Volkswagen AG qui y a produit la Phaeton, et produit aujourd'hui la e-Golf. Les technologies de micro-électronique sont présentes avec notamment l'Américain GlobalFoundries, l'Allemand Infineon Technologies et Silicon Saxony. Les biotechnologies et la pharmacie font également partie des principales industries de la cité saxonne.
Après la réunification allemande en 1990, Dresde est devenue l'un des sites économiques les plus puissants et dynamiques en Allemagne. La ville n'a pas de dettes et affiche une croissance économique bien supérieure à la moyenne. Dans un contexte d'activités les plus variées, il faut tout de même relever les attributions particulières en microélectronique, technique d'information et de communication, biotechnologies et nanotechnologies ainsi que dans la recherche et l'élaboration de matières nouvelles.

## Transports
La ville est desservie par l'aéroport de Dresde. Elle possède un funiculaire, le Standseilbahn Dresden (ouvert en 1895), et un chemin de fer suspendu, le Schwebebahn Dresden (ouvert en 1901).
Dresde dispose de réseaux de tramway, de bus et de S-Bahn. La ligne 2 du S-Bahn relie l'aéroport au centre ville en 25 minutes.

## Vie culturelle et sociale

### Arts

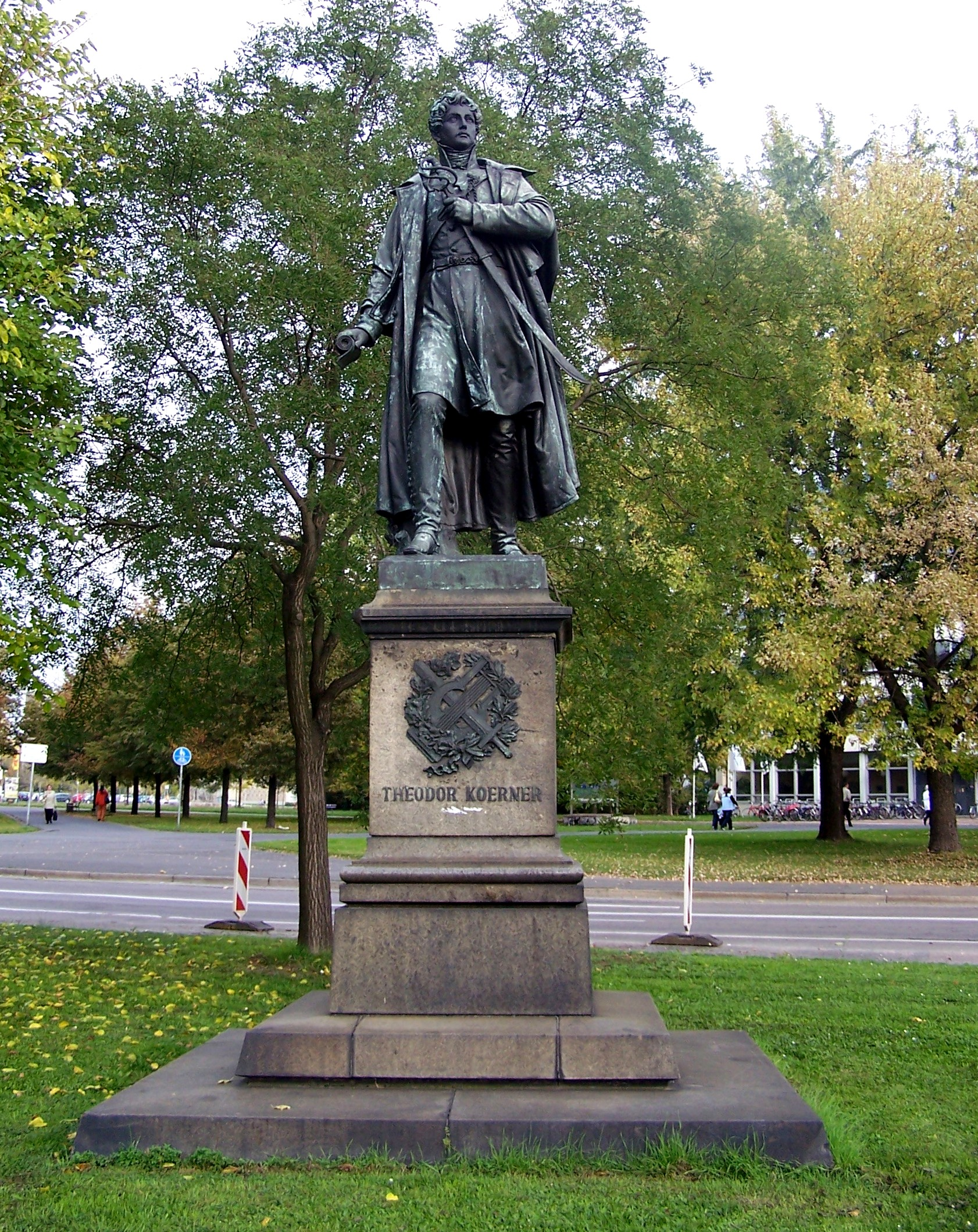
Ernst Hähnel, Monument à Theodor Körner (1871).

Ce sont les arts qui font la renommée internationale de la ville. Les Collections nationales de Dresde représentent depuis 450 ans un patrimoine unique en son genre qui a pu survivre à la guerre, aux bombardements, aux incendies et aux pillages depuis leur création par Auguste Ier. Mais c'est surtout Auguste II, dit Auguste le Fort, et son fils Auguste III qui entreprirent d'amasser joyaux, porcelaines et tableaux de maître dans leurs collections. Les musées les plus célèbres de la ville sont la Gemäldegalerie Alte Meister et le Grünes Gewölbe.
La première collection est une pinacothèque située au palais Zwinger et qui regroupe des chefs-d'œuvre principalement de l'art italien (Botticelli, Raphaël, Titien, Véronèse, Tintoret), allemand (Dürer, Cranach, Holbein) et flamand (Rembrandt, Rubens, Vermeer), mais aussi français (Poussin, Watteau) et espagnol (Ribera, Zurbarán, Vélasquez).
La seconde, le Grünes Gewölbe (la Voûte verte), située au château de la Résidence de Dresde, est une collection incroyable d'objets fabriqués à partir des plus précieux matériaux comme l'ivoire, l'ambre, l'or, le vermeil, la porcelaine de Meißen et des pierres précieuses. Les objets sont replacés dans leur contexte historique dans la Grünes Gewölbe et de façon plus foisonnante et moderne dans la Neues Grünes Gewölbe.

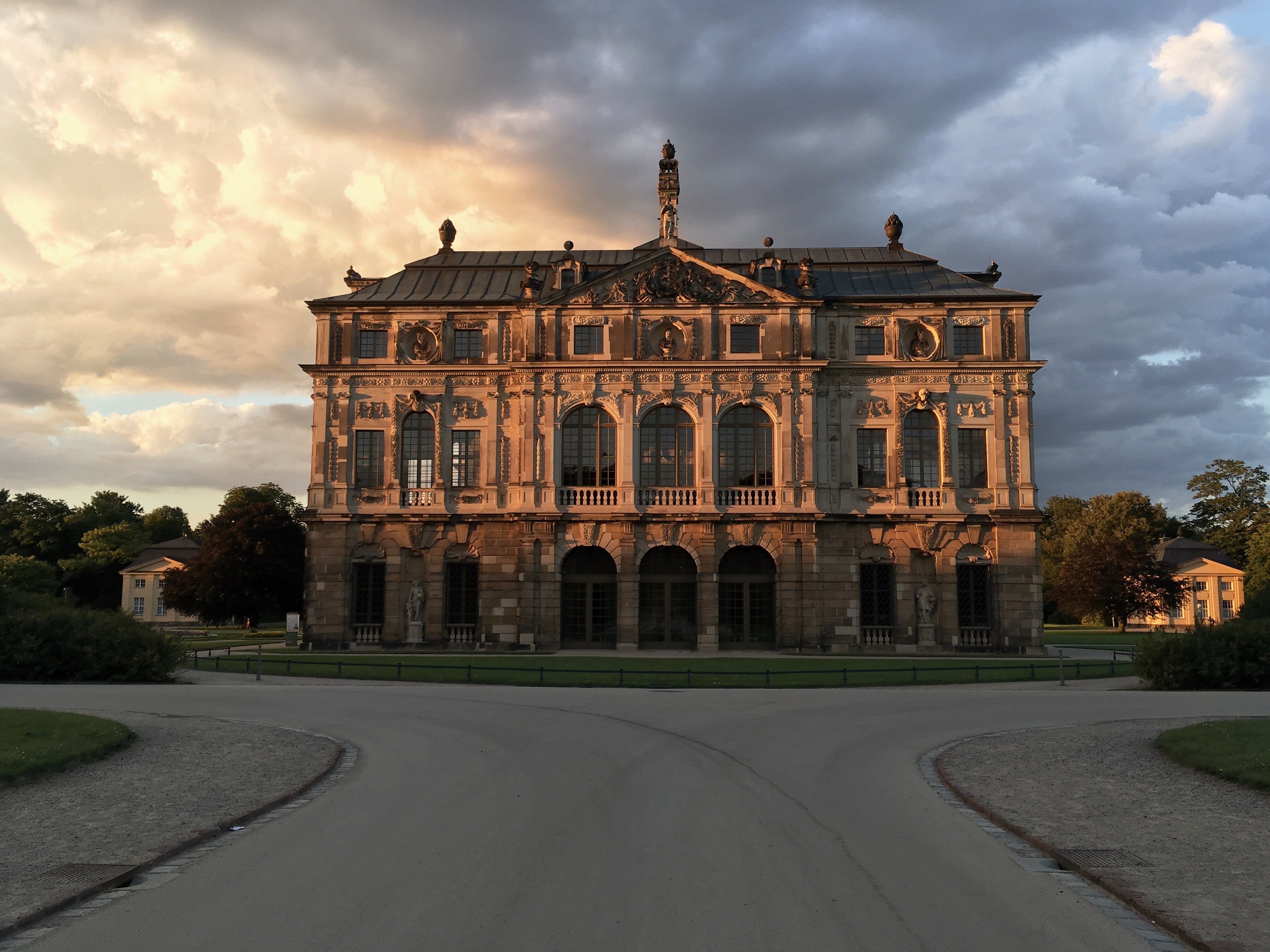
Palais des jardins du Große Garten.

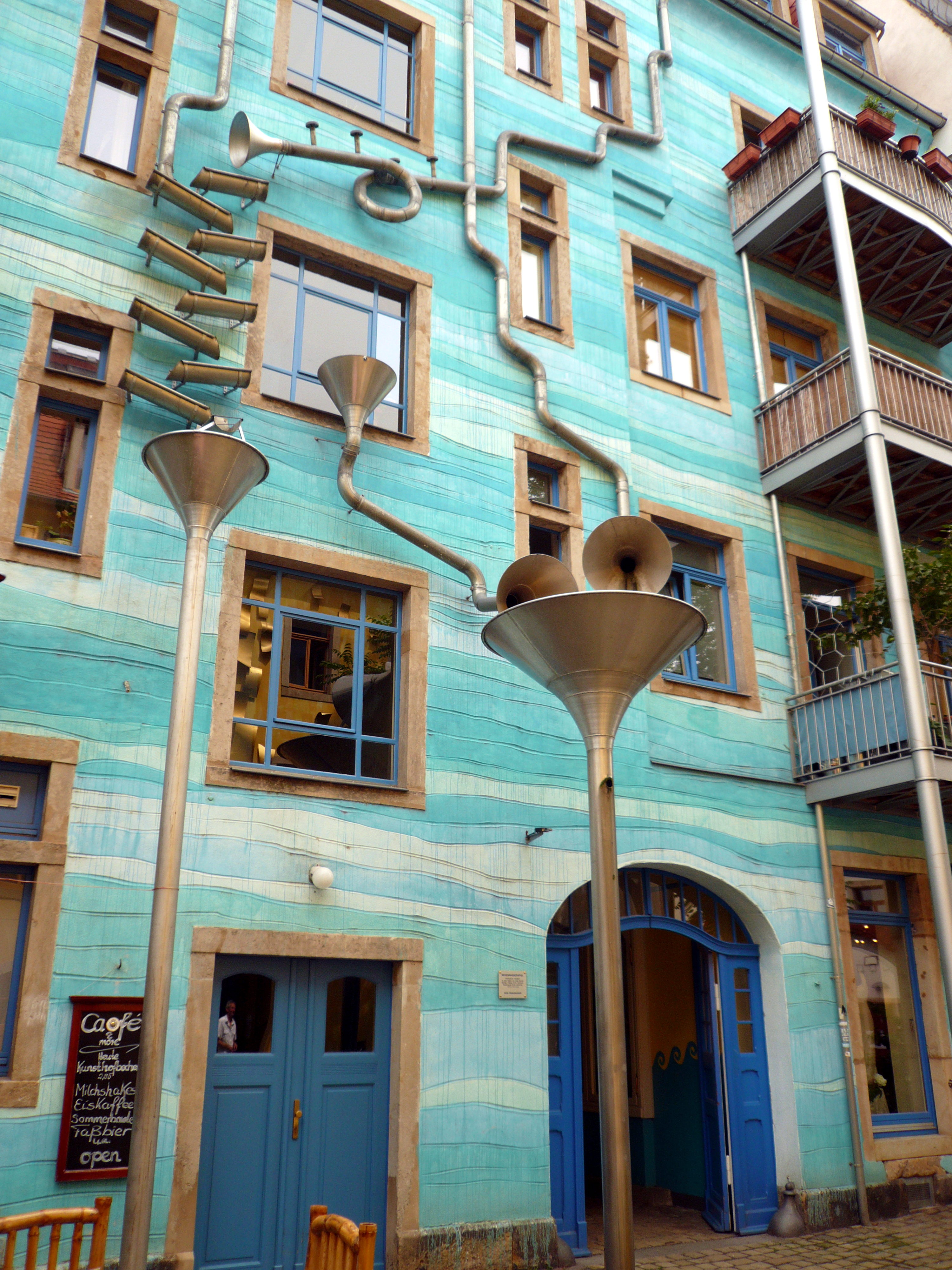
Dans le Kunsthofpassage, une façade ornée de gouttières dont certaines ont la forme d'instruments musicaux.

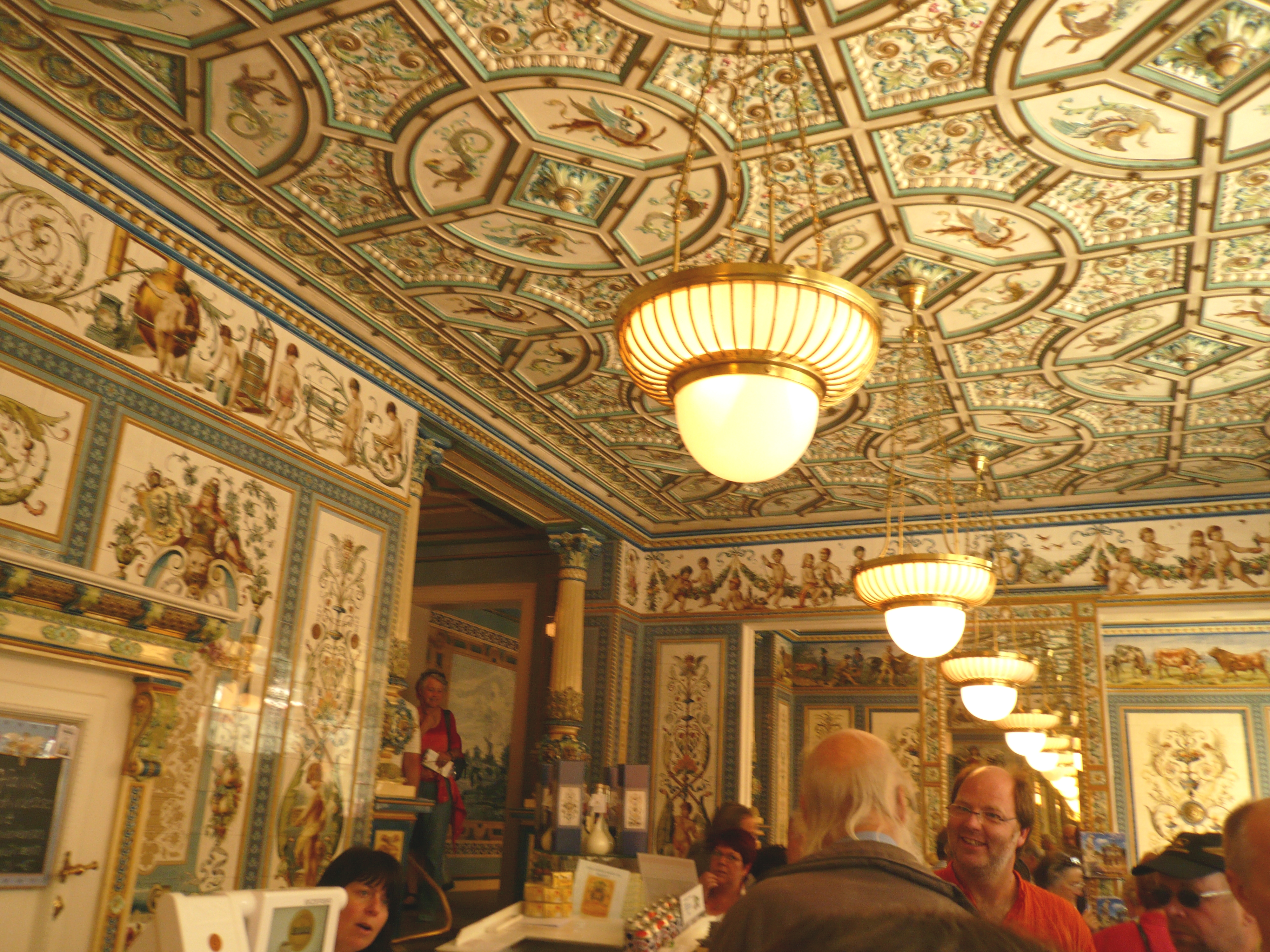
Une vue de l'intérieur de la laiterie de Pfund.

D'autres musées viennent compléter ces collections pour former un complexe unique en son genre : porcelaine à la Porzellansammlung, armes à la Rüstkammer, sculptures à la Skulpturensammlung, objets scientifiques au Mathematisch-Physikalischer Salon, œuvres modernes à l'Albertinum, ethnologie au musée d'ethnologie (Museum für Völkerkunde)…
Il y a aussi les collections de la Ville de Dresde, où l'on apprend beaucoup sur l'histoire de cette ville, mais l'art n'est pas confiné aux musées. Des lieux comme les jardins du Zwinger, la Brühlsche Terrasse ou les jardins du Große Garten sont d'une beauté surprenante. Et les églises, principalement la Frauenkirche, la Kreuzkirche et la cathédrale de la Sainte-Trinité ne sont pas moins belles.
Dans la Neustadt (ville neuve), on peut admirer, également, le « passage des Arts » (Kunsthofpassage) qui commence au no 70 de l'Alaunstraße pour se terminer au no 21-25 de la Görlitzer Straße. Il offre de nombreuses curiosités : la « cour des créatures fabuleuses », la « cour de lumière » (miroirs surdimensionnés), la « cour des éléments » (tôles ou gouttières posées sur des façades), la « cour des métamorphoses » et enfin la « cour des animaux ». La laiterie de Pfund aménagée en 1891 (no 79 de la Bautzner Straße) comprend 250 m2 de carreaux peints à la main et figure dans le Livre Guinness des records comme « la plus belle laiterie du monde ».

### Éducation
Il existe plusieurs établissements d'enseignements supérieurs à Dresde, dont le plus important est l'université technique de Dresde. C'est l'une des meilleures d'Allemagne et la seule des anciens Länder de l'ex-RDA qui soit classée « Université d'Excellence ». Avec plus de 36 000 étudiants et 8 000 employés, cette université est l'une des dix plus grandes d'Allemagne. Son campus est situé au sud du centre-ville, relativement proche de la gare centrale.

### Santé
La ville de Dresde possède deux hôpitaux communaux, le Dresden-Friedrich et le Dresden-Neustadt qui, par le référendum local du 29 janvier 2012 où le « Oui » l'a emporté à 84 %, devront conserver au moins trois ans le statut d'entreprise municipale, bloquant ainsi le projet de fusionner ces deux hôpitaux sous statut d'entreprise à responsabilité limitée ce qui ouvrirait la voie à leur privatisation,.

### Événements

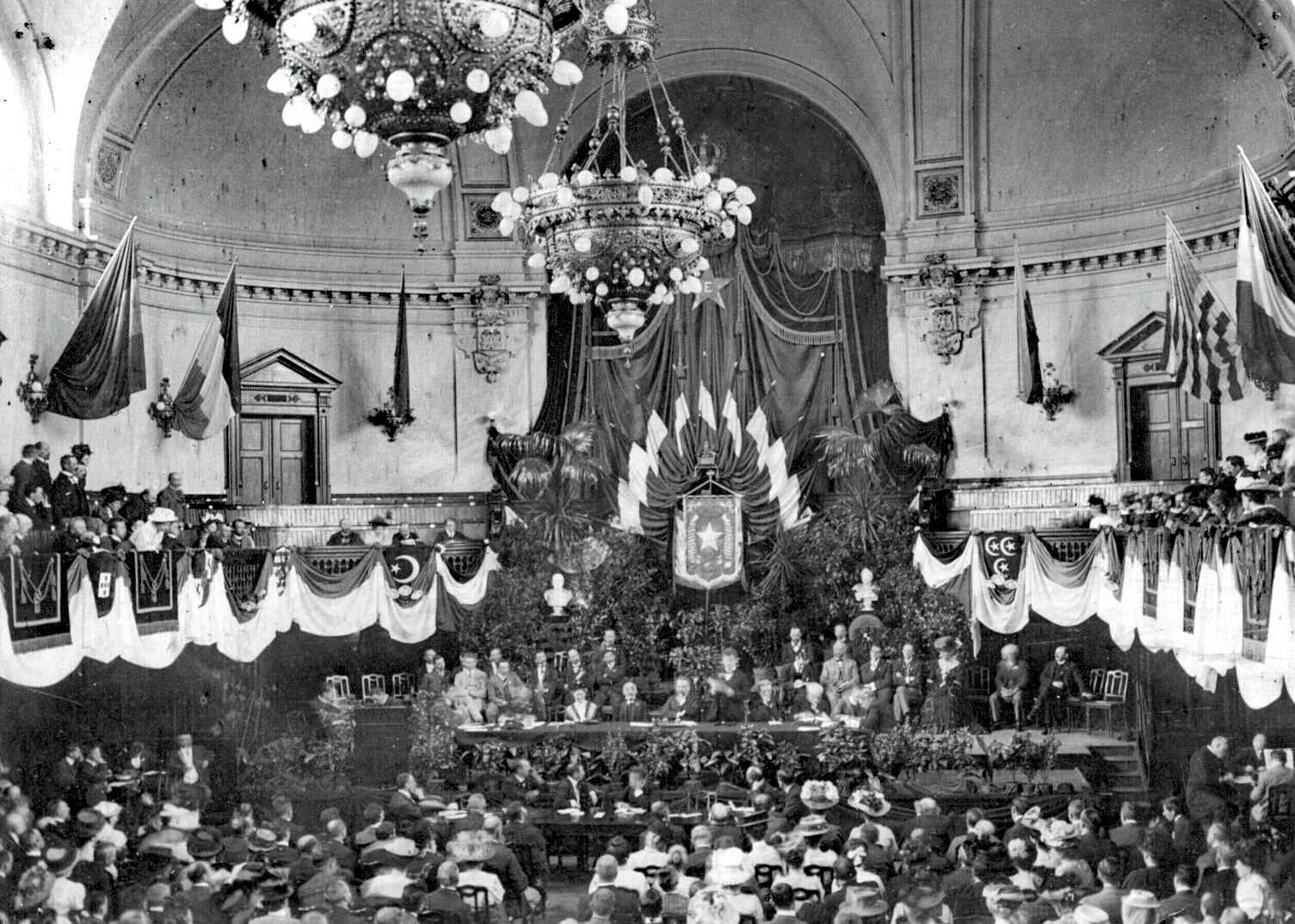
Participants au quatrième congrès mondial d'espéranto.

Du 16 au 22 août 1908, Dresde a accueilli le quatrième congrès mondial d'espéranto, suivi par 1 368 participants venus de quarante pays.
Du 12 au 25 novembre 2008, la ville a accueilli les trente-huitièmes Olympiades d'échecs ; 152 fédérations y étaient représentées.

## Politique

### Maire
Helma Orosz (CDU) est maire depuis les élections du 22 juin 2008. Elle remplace Lutz Vogel (sans parti), maire par intérim à la place d'Ingolf Roßberg (FDP) élu le 1er août 2001 mais démis de ses fonctions à la suite d'accusations d'abus de confiance. Cette élection au suffrage direct pour sept ans n'est pas liée à celle du conseil municipal.

### Élections du conseil communal
|                           | Scrutin de 2014 | Scrutin de 2014 | Scrutin de 2014 |
| Parti                     | Votes           | %               | Sièges          |
| ------------------------- | --------------- | --------------- | --------------- |
| CDU                       |                 | 27,6            | 21              |
| Die Linke                 |                 | 20,9            | 15              |
| Grüne                     |                 | 15,7            | 11              |
| SPD                       |                 | 12,8            | 9               |
| AfD                       |                 | 7,0             | 5               |
| FDP                       |                 | 5,0             | 3               |
| Citoyens libres de Dresde |                 | 3,8             | 2               |
| Parti pirate              |                 | 3,3             | 2               |
| NPD                       |                 | 2,8             | 2               |

### Mouvement
Le parti politique d'extrême droite et populiste PEGIDA dispose de son siège social à Dresde où sont régulièrement organisées des manifestations.

## Monuments

### Espaces verts
Avec 63 % de sa superficie composée d'espaces verts, Dresde est une des villes les plus vertes d'Europe. Au nord de la cité s'étend la Dresdner Heide, une forêt urbaine de plus de 6 000 hectares avec ses lacs, ses cascades, ses ruisseaux et ses sources naturelles. Elle propose de nombreuses activités nature (accrobranche, tir à l'arc, vélo…) où les Dresdois aiment se balader, faire du sport et pique-niquer. Les rives de l'Elbe, plates, larges et verdoyantes, permettent de nombreuses distractions et randonnées ou promenades à vélo. Les plus remarquables jardins du centre-ville sont le Großer Garten (fin XVIIe siècle), qui entoure le palais du même nom, s'étend sur 1,8 km2, et la roseraie de Dresde possède une collection de roses uniques des années 1930-1990.

### Monuments

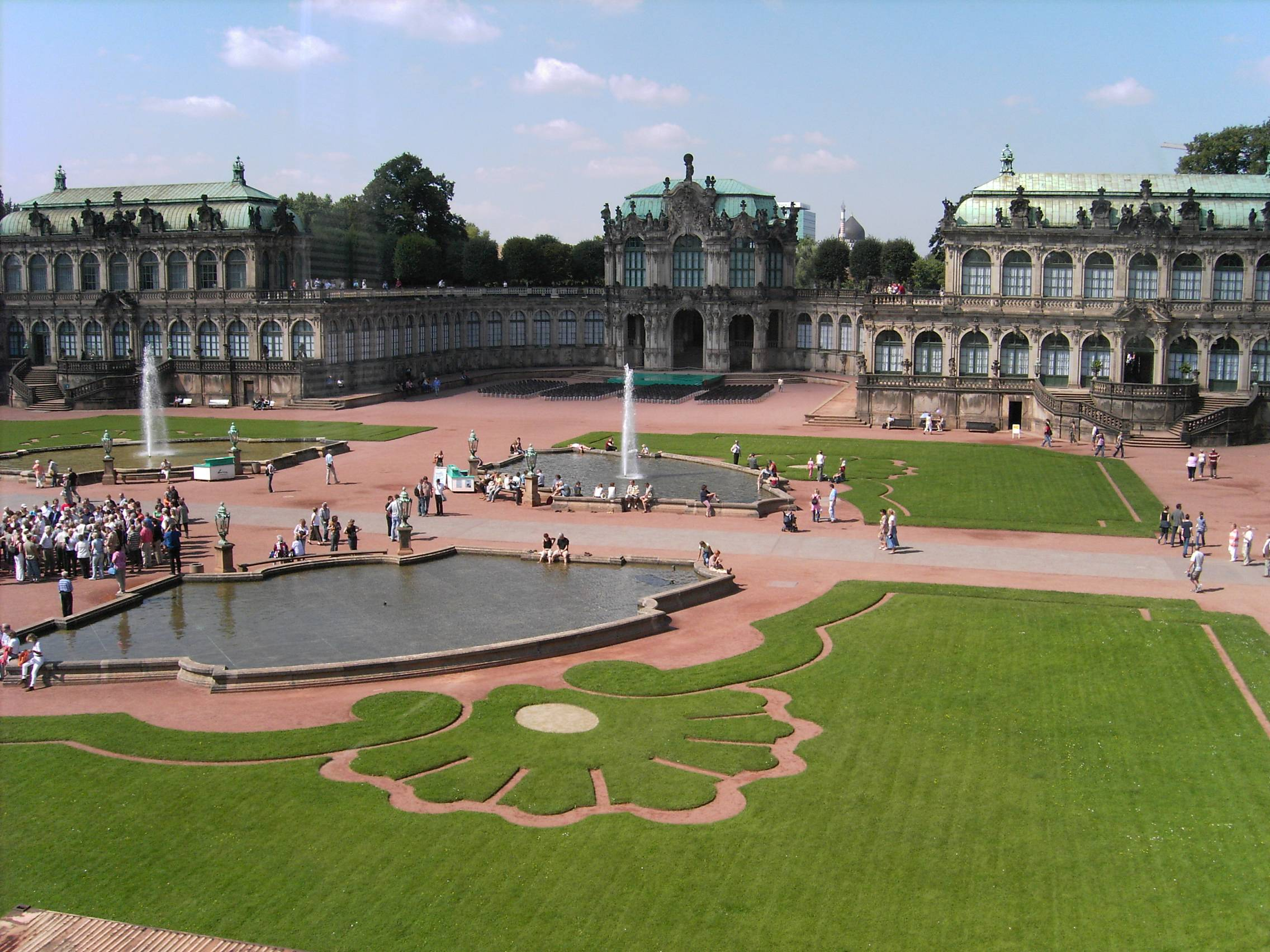
Le Zwinger.

- Presque entièrement détruit à la fin de la Seconde Guerre mondiale, le château de la Résidence de Dresde a été entièrement reconstruit ;
- Opéra Semper, la maison de la Staatskapelle de Dresde ;
- L'Altmarkt, la place du Vieux Marché, plus ancienne place de la ville. Rasée en 1945, reconstruite depuis ;
- La Terrasse Brühl (en), promenade de 600 mètres le long de l'Elbe, bordée de bâtiments baroques et néoclassiques ;
- L'École supérieure des beaux-arts de Dresde, bâtie entre 1890 et 1894 sur la Terrasse Brühl, de style historiciste. Son dôme de verre et d'acier est surnommé « le presse-citron » par les Dresdois ;
- Le Cortège des Princes : frise de porcelaine de 100 mètres de long et 10 mètres de haut, la + grande au monde, représentant les princes-électeurs ;
- Städtische Galerie de Dresde. Construit entre 1770 et 1775 pour abriter les services de l’État de Saxe, cet édifice baroque abrite un musée consacré à l’histoire de la ville depuis sa fondation au XIIIe siècle, avec un développement particulier sur le XIXe siècle et le XXe siècle ;
- Le musée allemand de l'hygiène (1930) est un chef-d’œuvre néo-classique de Wilhelm Kreis ;
- Musée des Arts et Traditions populaires saxons, aménagé dans le plus ancien bâtiment Renaissance de la ville, le Jägerhof, érigé en 1568. Il présente essentiellement des objets d’art populaire saxon ;
- Le palais Japonais abrite aujourd’hui le musée d’Ethnologie et le musée de la Préhistoire ;
- Le Zwinger. Le bâtiment abrite aujourd’hui cinq musées dont la galerie des Maîtres anciens. Sévèrement endommagé par les bombardements de 1945, il a fait l’objet d’une minutieuse reconstruction ;
- L'Albertinum (1887) ;
- Le château de Pillnitz ;
- Sächsisches Ständehaus, construit par Paul Wallot pour abriter le Parlement de l'État Libre de Saxe (Landtag) ;
- Yenidze : ancienne manufacture de tabac, de style néomauresque, ressemblant à une mosquée avec sa coupole et ses minarets ;
- Un pavillon célébrant l'amitié germano-soviétique fut érigé sur la Albertplatz. Après avoir accueilli de nombreuses expositions, il fut détruit dans les années 1960 ;
- La Chancellerie d'État de Saxe qui abrite le siège du Ministre-Président de Saxe.

### Musées
Dresde est une grande capitale culturelle qui compte 50 musées, dont une dizaine sont parmi les plus importants du monde dans leur catégorie. Ils font partie d'un ensemble appelé Collections nationales de Dresde :
- Collections techniques de Dresde (Technische Sammlungen Dresden - Museum für Wissenschaft und Technik)
- Galerie des Maîtres anciens (Gemäldegalerie Alte Meister) ;
- La Voûte verte (Grünes Gewölbe), une des plus belles chambres du Trésor du monde ;
- Galerie des Nouveaux Maîtres (Galerie Neue Meister) ;
- Collection de sculptures (Skulpturensammlung) ;
- Collection de porcelaines (Porzellansammlung) : 23 000 pièces de porcelaine, une des plus grandes collections du monde ;
- Salle d'armes (Rüstkammer) : armes, armes de parade, costumes ;
- Cabinet des arts graphiques : 500 000 œuvres, une des plus grandes collections du monde ;
- Cabinet de la monnaie (Münzkabinett) : 300 000 monnaies, une des plus grandes collections du monde ;
- Cabinet turc (Türkische Kammer) : objets d'art et de guerre ottomans ;
- Mathematisch-Physikalischer Salon (salon des mathématiques et de la physique) ;
- Musée d'histoire militaire de Dresde : abrite plus d'un million d'objets militaires.

La richesse et la vitalité artistique de Dresde peuvent se lire dans la liste des collectifs artistiques d'arts visuels de Dresde (de).

### Édifices religieux
Dresde compte 80 églises, soit autant que Venise :
- la cathédrale catholique de la Sainte-Trinité de Dresde ;
- l'église luthérienne Notre-Dame de Dresde (Frauenkirche) ;
- l'église Sainte-Croix (Kreuzkirche), qui est une église évangélique luthérienne ;
- l'église orthodoxe russe de Dresde ;
- l'église Saint-Martin de Dresde ;
- l'ancienne synagogue de Dresde, détruite par les nazis lors de la nuit de Cristal ;
- l'église Saint-Luc (Lukaskirche), où se déroulent de nombreux concerts et enregistrements par la Staatskapelle de Dresde.

## Sport
Le club de football du Dynamo Dresde, fondé en 1953, était l'un des plus grands clubs de l'Allemagne de l'Est. Aujourd'hui le club fait partie de la 2.Bundesliga, la deuxième division du football allemand. Il évolue au Stade Rudolf-Harbig.
La ville possède également une équipe de hockey sur glace, les Dresdner Eislöwen. Le club a été créé en 1990 et évolue dans le Championnat d'Allemagne de hockey sur glace D2, à l’ EnergieVerbund Arena.

## Jumelages
- Coventry (Angleterre) depuis 1959
- Saint-Pétersbourg (Russie) depuis 1961
- Wrocław (Pologne) depuis 1963
- Skopje (Macédoine) depuis 1967
- Ostrava (Tchéquie) depuis 1971
- Brazzaville (Congo) depuis 1975
- Florence (Italie) depuis 1978
- Hambourg (Allemagne) depuis 1987
- Rotterdam (Pays-Bas) depuis 1988
- Strasbourg (France) depuis 1990
- Salzbourg (Autriche) depuis 1991
- Columbus (États-Unis) depuis 1992
- Hangzhou (Chine) depuis 2009

## Sites proches
- Radebeul : une ville réputée pour ses vignobles et située à 10 km au nord-ouest de Dresde ;
- Meissen : à 15 km de Dresde, la ville est la capitale de la porcelaine de Saxe. La manufacture fut fondée en 1710 ;
- La Suisse saxonne : entre la frontière tchèque et Dresde, les méandres de l'Elbe sont parsemés de rochers de grès très spectaculaires. On accède à cette région de Meissen via Dresde par la plus grande flotte[14] du monde de bateaux à vapeur.

## Personnalités liées à la municipalité

### Sont nés à Dresde
- Marie-Josèphe de Saxe (1731-1767), dauphine, mère des rois Louis XVI, Louis XVIII et Charles X ;
- Paul Clemens von Baumgarten (1848-1928), médecin pathologiste ;
- Günter Behnisch (1922-2010), architecte ;
- Otto Dix (1891-1969), peintre ;
- Karl Donndorf (1870-1941), sculpteur ;
- Gerhard Grohs (1929-2015), sociologue et africaniste ;
- Ernst Hähnel (1811-1891), sculpteur ;
- Walter Helfenbein (1893-1984), dessinateur ;
- Hans Hüttig (1894-1980), officier SS ;
- Max Immelmann (1890-1916), as de l'aviation de la Première Guerre mondiale ;
- Erich Kästner (1899-1974), écrivain ;
- Gustav Körting (1845-1913), philologue ;
- Ingrid Krämer (1943-),plongeuse, triple championne olympique ;
- Hermann Krone (1827-1916), pionnier de la photographie, professeur à l'université de Dresde, fondateur du Musée pédagogique et historique de la photographie de Dresde.
- Rudi Lattner (1904-1945), résistant allemand au nazisme ;
- Wera Meyer-Waldeck (1906-1964) architecte du Bauhaus ;
- Tobias Michael (1592-1657), compositeur et Thomaskantor ;
- Ernst Ferdinand Oehme (1797-1855), peintre ;
- Gerhard Richter (1932-), peintre ;
- Hartmut Schulze-Gerlach (1948-), chanteur et animateur de télévision ;
- Ingo Schulze (1962-), écrivain ;
- Curt Siodmak (1902-2000), écrivain de romans d'horreur et de science-fiction et scénariste américain ;
- Max von Stephanitz (1864-1936), éleveur de chiens ;
- Uwe Tellkamp (1968-), médecin et écrivain allemand ;
- Carina Wiese (1970-), actrice ;
- Ruth Berghaus (1927-1996), chorégraphe allemande ;
- Udo Zimmermann (1943-), compositeur ;
- Michaël Denard (1944-2023), danseur, chorégraphe et comédien français.

### Sont morts à Dresde
- Manfred von Ardenne (1907-1997), inventeur, physicien ;
- Carl Bischof (1812-1884), physicien, chimiste et géologue ;
- Caspar David Friedrich (1774-1840), peintre romantique ;
- Richard Peter (1895-1977), photographe ;
- Friedrich Paulus (1890-1957), Generalfeldmarschall défait et capturé le 31 janvier 1943 par l'Armée rouge à Stalingrad ;
- Antonio Scandello (1517-1580), maître de chapelle ;
- Friedrich Schlegel
- Heinrich Schütz (1585-1672), compositeur ;
- Carl Maria von Weber (1786-1826), compositeur, enterré dans l'ancien cimetière catholique de Dresde ;
- Sylvius Leopold Weiss (1687-1750), compositeur et luthiste ;
- Jan Dismas Zelenka (1679-1745), compositeur.

## Ont résidé à Dresde
- Fritz Beckert, peintre d'architecture, enseigna à partir de 1908 à l'Université technique, jusqu'en 1945
- Bernardo Belloto
- Eduard Bendemann
- Ottilie von Bistram
- Johan Christian Dahl
- Fiodor Dostoïevsky (1862 à 1863); il fit baptiser sa fille à l'Église russe de Dresde
- Carl Julius Fritzsche (1808, 1871) pharmacien et chimiste allemand, membre de l'Académie des sciences de Saint-Pétersbourg
- Johann Wolfgang von Goethe (sept. 1790, Körnerhaus)
- Henrik Ibsen (1868 à 1874)
- Hildegard Jäckel (1903-1974), photographe ;
- Margarete Junge (1874-1966), designeuse ;
- Gertrud Kleinhempel (1875-1948), artiste et designeuse
- Heinrich von Kleist
- Oskar Kokoshka (à partir de 1917 jusqu'aux années 1930)
- Wolfgang Amadeus Mozart (1787,1789)[15]
- Karl Nüchterlein, Otto Helfricht, Rudolf Groschupf conçoivent à Dresde en 1936 le premier appareil photo reflex 24x36, le Ihagee Kine Exakta.
- Friedrich Schiller (sept. 1785 à 1787, Körnerhaus)
- Arthur Schopenhauer (1814 à 1818)
- Robert Schumann
- Louis de Silvestre
- Johann Alexander Thiele (de)
- Carl Christian Vogel von Vogelstein
- Richard Wagner
- Carl Maria von Weber
- Victor Klemperer
- Agnes Sjöberg, vétérinaire finlandaise